# Fülek
Fülek (szlovákul: Fiľakovo, németül: Fileck) magyar többségű város Szlovákiában, a Besztercebányai kerület Losonci járásában, számottevő szlovák kisebbséggel (kb. 30%). A térség közigazgatási, ipari, oktatási és egyházi központja. A Füleki-medence ölelésében, a magyar határ közelében fekvő város egy természetes kereszteződésben alakult ki. Ma fontos vasúti és közúti csomópont, itt találkozik a Zólyom–Kassa- és a Fülek–Somoskőújfalu-vasútvonal.
Először az érett középkor idején, 1242-ben említik Filek néven. Mai neve a régi magyar File személynévből ered, de nevének több közszájon forgó magyarázata is létezik. Bél Mátyás szerint egy Filek nevű pásztorról és Füles nevű, kincset talált kutyájáról kapta nevét a város, de egy másik legenda szerint várát egy Fulkó nevű rablólovag építtette. Első, ma is használatos címere 18. század végéről származik. 1423-ban városi privilégiumot kapott. Fülek virágkorát a 17. században élte, majd rövid hanyatlás után, a vasút megépülése által (1871) ismét fellendült gazdasága.
A mesteremberek és szőlőtermesztők csendes kis városa a 19–20. század fordulójára ipari központtá fejlődött a téglagyár és főleg az 1908-ban alakult zománcárugyár révén. Ez utóbbi túlélte az 1930-as évek nagy gazdasági világválságát is. 1945 után „Kovosmalt n.v.” néven a járás legnagyobb ipari üzeme volt (5000 főt alkalmazott) a rendszerváltást követő széthordásáig.
A Novohrad-Nógrád UNESCO Globális Geopark települése.

## Jelképei

### Címere
A manapság használatos hivatalos városi címer mellett létezik egy 18. század végi címer is. Ezen piros alapon, egy aranykorona került a dombra. Ebből a dombból kiemelkedik egy kereszt és mögötte egy zöld színű pálmafa. Bevezetése II. Lipót magyar király (1790–1792) hasonló kis állami címerével függhet össze.
Egy másik elmélet szerint egy ugyanúgy piros alapon ezüst kettős kereszt mögött nem pálmafa áll, hanem egy, a kereszt tetejére tűzött, fácántollakból összeállított tollforgó. Ez a várvédők vitézi és anyagi hátterére utalhat.
A füleki vár életében komoly szerepet játszott a Bebek család, amelynek címeréből, a kettős kereszt tetején lévő tollforgóból eredeztethető Fülek mostani, pálmás címerrajza. A város egy 1772-ből származó, címertanilag is helytálló, egyszerűbb címert használ: zöld dombon egy pálmafa található, fehér alapon, amelynek barna törzse és zöld koronája van.

### Zászlaja
A zászlót hat függőleges sáv alkotja. A rajta található színek sorrendje: sárga, zöld, fehér, sárga, zöld, fehér. A zászlón az oldalak 2:3 arányban oszlanak, amely úgynevezett fecskefarokmintában végződik.

## Éghajlata és fekvése
Dél-Szlovákiában, az Ipoly folyamvidékén, a történelmi Nógrád vármegye északi részén fekszik Fülek városa. A várhegy a Cseres-hegység Tájvédelmi Körzethez tartozik, amely egyike Szlovákia legfiatalabb vulkanikus eredetű hegységeinek. A város Losonctól 15 kilométerre délre, Rimaszombattól 30 kilométerre délnyugatra terül el a Cseres-hegység és a Bucsony lábánál a Béna-patak partján, a Sátorosbánya–Somoskőújfalu határátkelőhely felé vezető 71-es főút mellett. A várrom, mely ma a Füleki Vármúzeum székhelye, a város központjában magasodik.
Néprajzi vonatkozásban a város a palóc nyelvjárás egyik kitüntetett helyén fekszik, a palóc kultúra számos emlékét őrzi. A környék természeti és történelmi emlékei miatt kedvelt turistacélpont.
| Hónap                                            | Jan. | Feb. | Már. | Ápr. | Máj. | Jún. | Júl. | Aug. | Szep. | Okt. | Nov. | Dec. | Év   |
| ------------------------------------------------ | ---- | ---- | ---- | ---- | ---- | ---- | ---- | ---- | ----- | ---- | ---- | ---- | ---- |
| Átlagos max. hőmérséklet (°C)                    | 0,9  | 4,3  | 10,1 | 15,8 | 21,1 | 24,0 | 26,2 | 26,3 | 21,4  | 14,9 | 6,7  | 2,1  | 14,5 |
| Átlagos min. hőmérséklet (°C)                    | −6,0 | −4,3 | −0,6 | 3,5  | 8,3  | 11,3 | 12,8 | 12,4 | 8,8   | 4,1  | −0,2 | −3,9 | 3,9  |
| Átl. csapadékmennyiség (mm)                      | 26   | 24   | 29   | 46   | 71   | 77   | 62   | 50   | 45    | 44   | 50   | 33   | 557  |
| Forrás: http://www.foreca.com/Slovakia/Fil'akovo |      |      |      |      |      |      |      |      |       |      |      |      |      |

## Története
| Főbb közigazgatás-történeti adatok 1872 óta | Főbb közigazgatás-történeti adatok 1872 óta |
| ------------------------------------------- | ------------------------------------------- |
| Rangja                                      |                                             |
| 1872-ig                                     | mezőváros                                   |
| 1872–1951                                   | nagyközség                                  |
| 1951–1960                                   | járási jogú város                           |
| 1960 óta                                    | város                                       |
| Hozzá tartozó települések                   |                                             |
| 1991-ig                                     | Fülekpüspöki                                |
|                                             | Szentfali                                   |
|                                             | Bucsony                                     |
|                                             | Urbánka                                     |
|                                             | Paprét                                      |
| Területi beosztása                          |                                             |
| 1913-ig                                     | Nógrád vármegye, Füleki járás               |
| 1913–1920                                   | Nógrád vármegye, Losonci járás              |
| 1920–1938                                   | Losonci járás                               |
| 1938–1945                                   | Nógrád vármegye, Losonci járás              |
| 1945–1951                                   | Losonci járás                               |
| 1951–1960                                   | Füleki járás                                |
| 1960 óta                                    | Losonci járás                               |
| Egyéb központi szerepköre                   |                                             |
| 1878-ig                                     | Füleki járás székhelye                      |

### Nevének eredete
Neve a régi magyar File személynévből ered, de nevének több közszájon forgó magyarázata is létezik. Bél Mátyás szerint egy Filek nevű pásztorról és Füles nevű, kincset talált kutyájáról kapta nevét a város, de egy másik legenda szerint várát egy Fulkó nevű rablólovag építtette.
Történészek a kelta fulak (rejtekhely) szóból, illetve az ókori Philecia névből származtatják, utóbbi egy i. sz. 150 körül rajzolt térképen szerepel.

#### Történelmi elnevezései
1246-ban Filek, 1262-ben Fylek, 1348-ban Castrum Phylek, 1385-ben Oppidum Fylek, 1528-ban Filekwar, Filekinum, Villagkk, Vilk és Vieleck, 1684-ben Villeck, 1685-ben Filleck, 1742-ben Filek, 1786-ban Fülek és Filakowo, 1863 és 1913 között Fülek és Filekow, 1920-ban Filakovo (csehül), 1938 és 1945 között Fülek, 1948 és 1990 között Filakovo (csehül), 1991-től pedig Fülek (magyarul) és Fiľakovo (szlovákul).
Idegen nyelveken: Filek, Fileek, Phylek, Fylek, Villeck, Fileck, Filleck.

### Alapítása
A régészeti leletek tanúsága szerint a vár környéke már a történelem előtti időkben is lakott volt. Néhány forrás szerint a 12. században palánkvár állt a mai vár helyén. A kővárat egy a Kacsics nemzetségből származó rablólovag (Fulkó) emeltette a tatárjárást megelőző időszakban. Az 1242. február 2-án kelt, a pápához megfogalmazott segélykérő üzenetből ismert, hogy a füleki egyike volt annak a tizenhét várnak, amelyek a magyar nemességnek menedéket nyújtottak a tatárok fosztogatása elől.
A vár alatti települést már 1242-ben említették a források, 1262-ben pedig már anyaegyháza is volt. A városi privilégiumot 1423-ban kapta meg.
A középkori Fülek – a vár és a város – volt a királyé, a királynéé, Csák Mátéé, volt királyi adomány és zálogbirtok, például a Perényieké, akiktől Mátyás király erővel vette vissza.

### A középkorban
Egy későbbi dokumentumban, egy 1246. január 10-én keltezett adománylevélben IV. Béla elkobozza az erősséget a Kacsics nemzetségből való Fulkó rablólovag birtokából és odaadományozza a király pohárnokmesterének, a Pok nemzetségbeli Móricnak. A tatárjárás idején Fulkó haranggal hívta magához azokat, akiket a tatárok üldöztek és kiket aztán megölt és kirabolt. Még a rokonát is megölte, ezért a tettéért a király ítélete szerint párbajt kellett vívnia, de a barátainak köszönhetően a kegyelmet megkapta, de utána ismét folytatta a gonosztetteit, hamis pénzt nyomott, megsértette a királyt többször is stb. Miután ezt a király megelégelte egy páncélos lovaggal kellett megvívnia fegyverzet nélkül, ez akkoriban megfelelt a törvényeknek, de Fulkó egy börtöntársa segítségével megszökött miután megölte az őröket. Ezek után az erdőbe menekült és öngyilkos lett.
1423-ban Fülek városi privilégiumot kapott. A következő időszakban a vár kapitányai gyakran cserélődtek: Herthwigh lovag (1283)-ban, utána Egyed mester, később Csák Máté 1311-től 1321-ig, Fónyi Balázs (1322-1354), Kónya (1354), később egy 1348-ból és egy 1385-ből származó oklevél Fülekit úgy említi, mint király birtok. 1435-ben A Perényiek kapták meg, miután zálogba Zsigmond király adta. Erzsébet királynő megbízta 1440-ben Ján Jiskrát a vár védelmével. Mátyás király hada Lábatlan András vezetésével 1483-ban elfoglalta Perényi Istvántól, amelyet ezután egy Ráskai Balázs nevű budai várnagyra bízott.

### Fülek virágkora
Miután a várat felszabadították 1598-ban Serényi Mihály, 1599-ben pedig Honorius Tonhauser töltötte be a várkapitányi posztot. A város katonai és politikai szerepe a 17. század derekán egyre csak erősödött. Fülek menedéket jelentett a nemeseknek, akik a veszélyeztetett területekről érkeztek. A század első felében itt székeltek a környékbeli vármegyék – Nógrád, Heves-Külső-Szolnok és Pest-Pilis-Solt, sőt alkalmanként még Hont és Csongrád is itt tartotta a nemesi közgyűléseit.

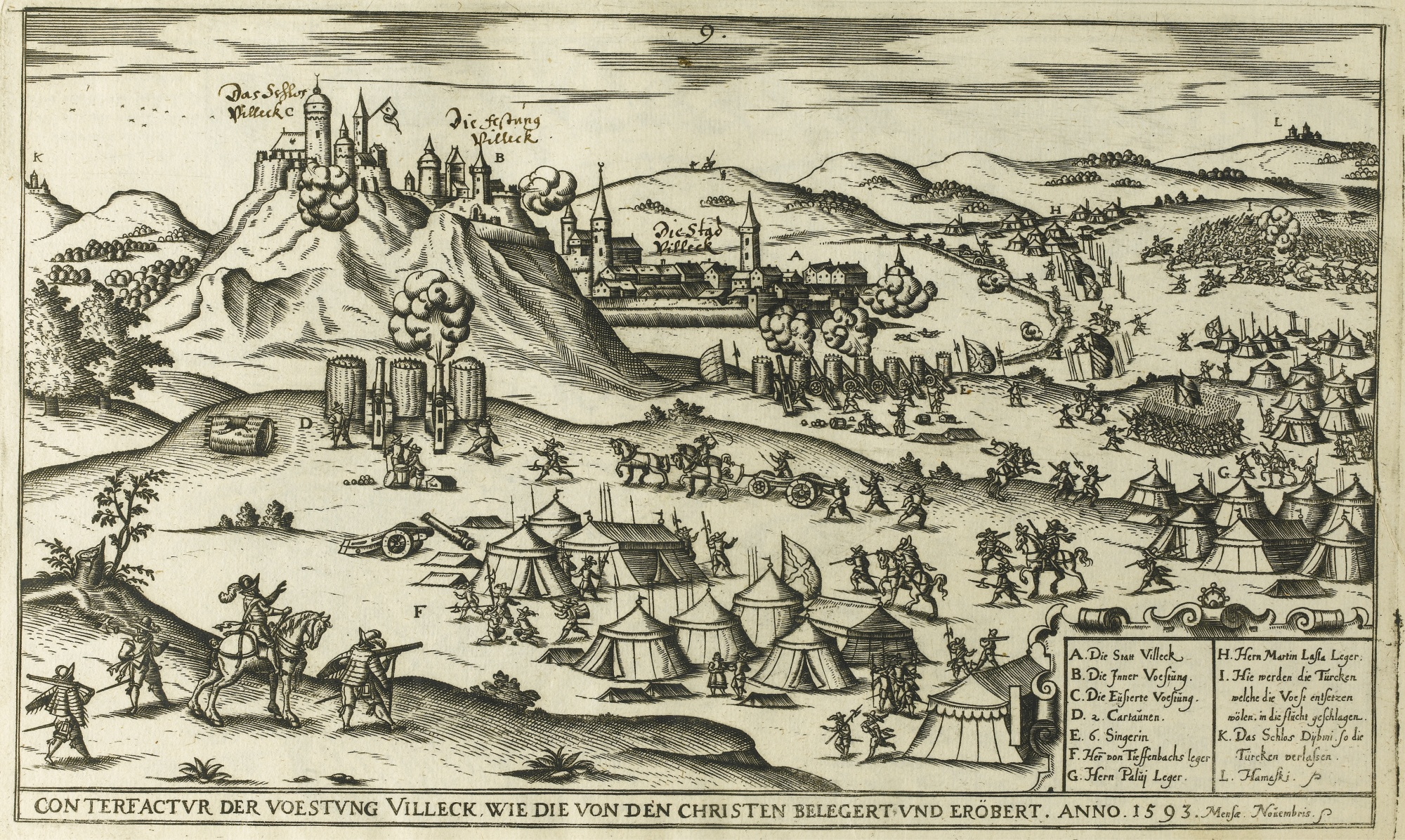
Fülek bevétele 1593-ban

A korszak történetéhez társultak a Habsburg-ellenes felkelések, ezeknek nagy alakjai pl.: Bocskai István (1557–1606), Bethlen Gábor (1580–1629) és I. Rákóczi György (1593–1648) volt.

1604-ben a császári hadak kísérletet tettek arra, hogy kiűzzék Bocskait a Tiszántúlról és Szlovákia mai keleti részéről. A felkelők egy csoportja a füleki várkapitány (Rhédey Ferenc) vezetésével lerohanta Kishontot és Gömört, majd az év decemberében érkeztek vissza a füleki várhoz. A vár elfoglalásához szükséges lett volna, hogy átverekedjék magukat a jól felfegyverzett védőkön. A csoport úgy döntött, hogy továbbvonulnak Besztercebánya és Korpona irányába… 1605 márciusában Fülek nagy veszélyben forgott, mivel a csoport janicsárokkal tért vissza. Miután a felkelést leverték, Nagy Egídiusz, később Bosnyák Tamás töltötte be a várkapitányi posztot. A vár fejlesztése és bővítése, többszöri kedvező döntés értelmében indult meg, melyeket az országgyűlés hozott meg (1608, 1609, 1613, 1618). Szörnyű tűzvész pusztított 1615. május 4-én a várban és a városban, de az újjáépítési munkálatok 1619-re befejeződtek. Fellendültek a rendi felkelések is; a Bethlen Gábor által szítottban 1619 szeptemberében, pontosan 14-én Füleket megint elfoglalták, de mivel belső viszályok törtek ki, a császári hadsereg újra visszafoglalta Szécsénnyel együtt, Széchy György segítségével. Herencsényi várkapitány, aki korábban Bethlen Gábort követte, segített elfoglalni Füleket 1621-ben, a király részére. Másnapra halt meg Füleken rabként Rhédey Ferenc, aki nem olyan rég a vár várkapitányi tisztjét is betöltötte. Bethlen még egyszer próbálkozott az erőd elfoglalásával (10 000 katonával), de egészen Érsekújvárig vonultak vissza. 1623 októberében még egyszer megpróbálta bevenni Füleket, de ismét kénytelen volt feladni.

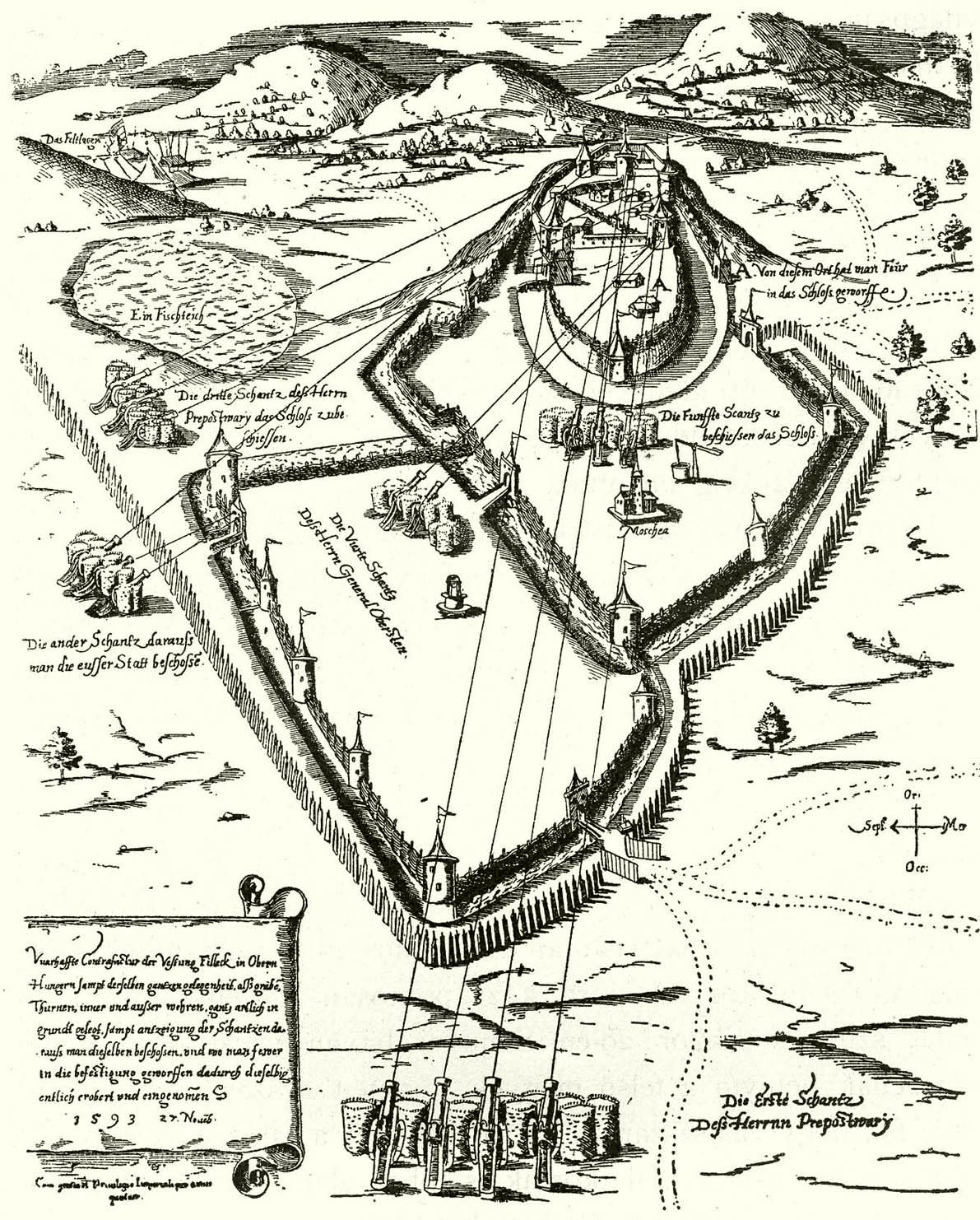
Fülek látképe a Történelmi Képcsarnok egykorú metszetéről reprodukálva a 16. században

II. Ferdinánd király úgy határozott, hogy megint Bosnyák lesz a várkapitány. Az erősség 1630-ban került Bosnyák Judit tulajdonába, aki felvirágoztatta Füleket; fejlődtek a kézműves iparágak, továbbá egy evangélikus gimnáziumot is alapítottak. Még a közeli dombon is (a Vöröskőn) bástyát építettek és az Őrhegyre védőrséget állítottak a város Losonc felőli védelmére. Fülek korabeli látképén a település fallal volt körülvéve, amelyet bástyák és lőrések szegélyeztek. A várfalat elöl karósánc és árok védte. A városban négy nagyobb épület volt akkoriban: egy római katolikus plébánia és templom a ferences kolostorral, két fürdő, két török építmény, a mai gimnázium épülete és az iskolák, egy hatalmas evangélikus templom kettős toronnyal, valamint egyéb emeletes építmények.
A városról és a várról a legvalósághűbb ábrázolások Johann le Dentu nevéhez köthetőek, 1670-ből. A tervek ma már nem valósághűek, mivel az említett épületek nagy része elpusztult, 1682-ben. A mai település területét régészeti szempontból érdekes lenne feltárni.
Mikor I. Rákóczi György felkelése zajlott Wesselényi Ferenc várkapitány a császárt támogatta. A városra támadt Puchaim tábornagy 1645-ben. 1648-ban meghalt Rákóczi és ezzel az eseménnyel ért véget a 30 éves háború. 1645-től egészen 1653-ig a vár kapitányi posztját Wesselényi Ádám, majd 1657-től Koháry I. István töltötte be, ezután a vár örökös főkapitánya lett. 1652-ben a vár személyzetét 197 német gyalogosra, 300 huszárra, 150 hajdúra, 25 tüzérre és 7 egyéb beosztású katonára becsülték.
A törökök 1682-ben leromboltatták az egész várost. 1696-ban már csak 24 nemesi, 8 tiszti, 13 katonai ház állt és egy pár kalyiba a szegényeknek.
A vár akkori kapitánya, Koháry II. István, aki egyébként költőként is megállta a helyét, a város újjáépítését szorgalmazta. 1694 és 1727 között épült a barokk stílusú római katolikus templom és ferences rendház is Füleken. Mindkét épület még ma is áll, és értékes műemléket képez. A ferencesesek jelenléte Füleken 1513-tól – kisebb megszakításokkal – folyamatos.
Ugyancsak a 18. század elején épült a Koháry-kúria, amelyet a 47. sz. Koháry István cserkészcsapat gondoz és folyamatosan rendbehoz. A füleki Koháry-uradalom később házasság által került Coburg herceghez. Füleken és környékén voltak birtokaik még a Berchtold és Cebrián családoknak is. Barokk kastélyuk később a Stephani, majd a Herold családé lett. Jelenleg gyönyörűen fölújított külsővel a gimnáziumnak ad helyet.

### A 19–20. században

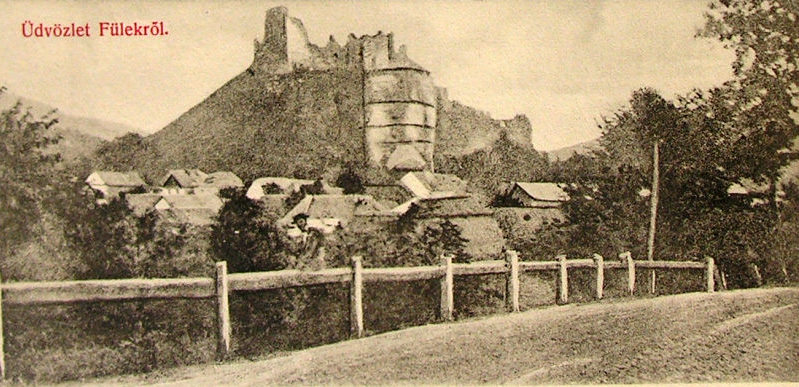
1912-es képeslap Fülekről

1845-ben Petőfi felvidéki körútja során ellátogatott Fülekre is, és Úti jegyzetek című beszámolójában felrótta a fülekieknek a savanyú bort, valamint „kimondhatatlan harag fogta el” azt látván, hogy a vár vérrel öntözött köveivel töltik fel a helyi lakosok az utcákat. A mesteremberek és szőlőtermesztők csendes kis városa a 19–20. század fordulójára regionális ipari központtá fejlődött a téglagyár és főleg az 1908-ban alakult zománcárugyár révén. Ez utóbbi túlélte az 1930-as évek gazdasági válságát is. 1945 után „Kovosmalt n.v.” néven a járás legnagyobb, ötezer munkást alkalmazó ipari üzeme volt a rendszerváltást követő megszűnéséig.
Fülek a trianoni békeszerződésig Nógrád vármegye Füleki járásához tartozott. 1919-ben 4 magyart végeztek ki a csehszlovák megszálló csapatok. 1946-ban szlovák betelepülők érkeztek a városba. 1951 és 1960 között ismét az ideiglenesen visszaállított Füleki járás székhelye volt, 1960-ban pedig visszakapta a városi rangot.
A bútorgyáráról és zománcgyáráról híres város határában ma is folyik a bazaltkitermelés. Észak-Nógrád kulturális és oktatási központja, mivel öt alap-, két közép- és egy művészeti iskolával rendelkezik. Leghíresebb nevezetessége a tatárjárást is átvészelő, 13. századi vár romja, amelyben 1999-ben tanösvény nyílt. Másik két főbb nevezetessége a ferences rend Szűz Mária mennybevételének szentelt temploma és kolostora, mely 1513-ban épült, 1727-ben pedig barokk stílusban újjáépítették. További látnivaló a városban található három, a 18–19. századból származó klasszicista és barokk kastély: a Cebrián- és Coburg-Koháry-kúriák, valamint a mai gimnázium épülete, az egykori Berchtold-Stepani-kastély. A város református templomát 2002-ben építették.

## Népessége
| Év:            | 1994.  | 2004.   | 2014.   | 2024.    |
| -------------- | ------ | ------- | ------- | -------- |
| Emberek száma: | 10 227 | 10 329  | 10 695  | 9623     |
| Eltérés:       |        | +0,99 % | +3,54 % | -10,02 % |

| Év:            | 2023. | 2024.   |
| -------------- | ----- | ------- |
| Emberek száma: | 9683  | 9623    |
| Eltérés:       |       | -0,61 % |

Fülek népességét 1880-ban 1697, 1890-ben 1904, 1900-ban 2191, 1910-ben 2665, 1921-ben 3219, 1930-ban 4291, 1941-ben 5415, 1991-ben 10451, 2001-ben 10198 és 2011-ben 10817 fő alkotta.

### A 2011-es népszámlálási adatok
2011-ben 10 817 lakosából 5792 magyarnak, 3031 szlováknak és 396 cigánynak vallotta magát (mintegy 1600 fő a népszámláláskor etnikai hovatartozásáról nem nyilatkozott). A rendszerváltás után két évtizeddel alig 2000 szavazatból, 80 fős többséggel szlovák polgármestert választottak.
Az alábbi táblázatok Fülek nemzetiségi és vallási eloszlását mutatja 2014-es adatok alapján:

### A 2021-es népszámlálási adatok
2021-ben 9 949 lakosából 6 256 magyarnak, 2 961 szlováknak és 137 romának vallotta magát, 511 fő a népszámláláskor etnikai hovatartozásáról nem nyilatkozott. A város lakosságából 1 728 fő élt a második nemzetiség megadásának lehetőségével, ebből 985 romának, 322 magyarnak, 261 pedig szlováknak vallotta magát.

### A füleki zsidóság

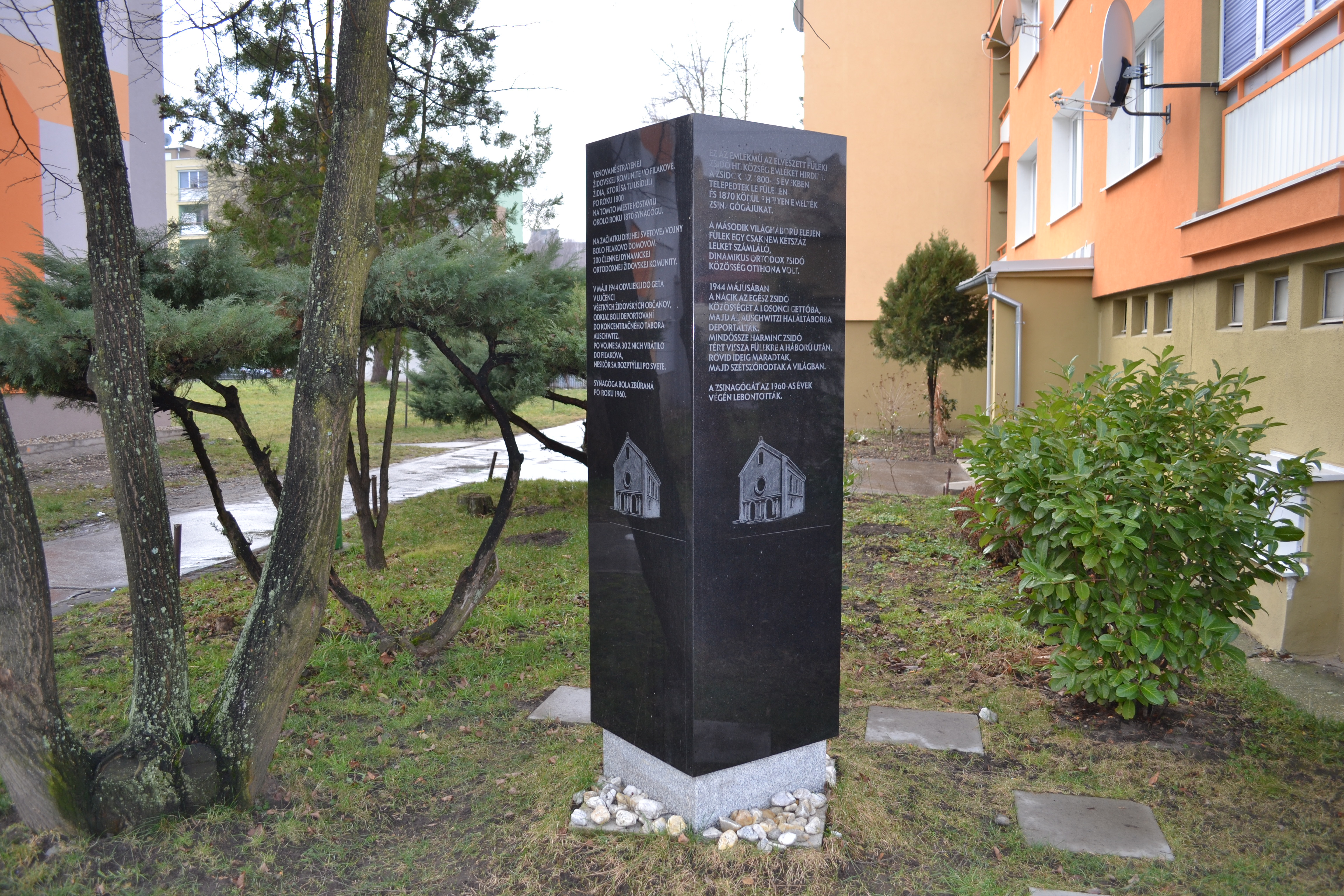
Holokauszt-emlékmű a Hollý utcában

A füleki zsidók a középkorból fennmaradt kevés adat alapján kereskedéssel foglalkoztak.
A füleki zsidó hitközséget 1820-ban Chevra Kadischa Szent Társaság névvel alapították. Az eredeti lakosok családnevei közt olyanokat találunk, mint: Boger, Kaufmann, Büchler, Fischer, Kohn, Lemberger, Mintz és Lázár. 1867-től az ortodox zsidó felekezet anyakönyvét is vezették, az ezt megelőző időszakból a füleki zsidókról a losonci anyakönyvből lehet információt szerezni. Az akkori adatok alapján 1861-ben 75 zsidó lakott Füleken, 1887-ben összesen 165-en, 1900-ban pedig 175-en. 1938-tól a zsidóknak a városban tilos volt letelepedniük. 1944-ben az összes zsidót a losonci gettóba, onnan pedig koncentrációs táborokba hurcolták. Közülük a holokausztot kevesen élték túl.
A füleki zsinagógát, amely 1874-ben épült Büchler Adolf Áron tervei alapján, az 1960-as években lebontották, amikor a város szocialista átépítése megkezdődött. 2013-ban a helyén az Ausztráliában élő Lőwy család pénzügyi támogatásával emlékoszlopot emeltek és lepleztek le a füleki zsidó hitközség emlékére.
1820-ban engedélyt kaptak a Sávolyi úton temető létesítésére, amely a város és a lakott terület szélén található. A temetőt néhány évvel ezelőtt restaurálták a Lőwyek, a bejáratától a sírokig újraburkoltatták a járdát. A sírok kronológiai sorrendben helyezkednek el. Ma már a temetőt nem használják. A különböző korú sírok megkülönböztetésében segít a sírok anyaga és alakja, legtöbbjük héber feliratú.

## Gazdasága
Fülek a környék gazdasági központja. Losoncot kivéve a járásban az egyetlen település, amely fix termelési rátát tud felmutatni.

### Ipar
Fülek iparát a Kovosmalt felbomlását követően létrejött cégek képezik. Ezek közül külön figyelmet érdemelnek:
- Agropodnik s.r.o. mezőgazdasági cikkek
- Thorma k.s. kályhagyártás
- DOMETIC Slovakia s.r.o. Fiľakovo kültéri bútorok
- EKOLTECH spol. s r.o. bútorgyártás

### Kereskedelem
Fülek kereskedelmét főleg a várba érkező turisztika bevételek alkotják. A jövedelemszerzés e formája a környéken szinte mindennapi, hiszen Füleken több panzió, szálloda várja az idelátogatókat.
Üzletláncok
A Tesco, a Lidl, a Billa, a CBA és a Môj obchod. Ezeken kívül még sok kisebb üzlet, bolt, mini ABC is található Füleken.

### Szabadidő, kikapcsolódás
Füleken a kikapcsolódás legfőbb helyszíne a Városi Park, ahol játszótér és kisállatkert várja az idelátogatókat.
Parkok
- Városi Park

Éttermek és pizzériák
- Anna Villa
- Kállai panzió
- Nostalgia
- Penzión Bebek
- Penzión Pepita
- Pizzeria Dolce Vita
- Restaurant Victory

Bárok
- Centrál
- Cocoloco Bar
- Európa Bar
- Roxy Bar

## Közlekedése

### Közúton
Autóval Losonc felől a 71-es számú főúton,megengedett tempót választva 20 perc alatt érhető el a város.
Salgótarján felől a 21-es főúton a határig, onnan a 71-es főúton Fülekig. Rimaszombat felől az 531-es főúton Feledig, onnan az 571-esen Fülekig. A város a jövőben beruházást indít még egy, a várost elkerülő út megépítésére.
| Fülek megközelíthetőségei | Fülek megközelíthetőségei | Fülek megközelíthetőségei | Fülek megközelíthetőségei |
| Út                        | Útvonal                   | Km                        | Idő                       |
| ------------------------- | ------------------------- | ------------------------- | ------------------------- |
| Losonc – Fülek            | LC – FL                   | 14,9                      | 16 perc                   |
| Losonc– Rapp – Fülek      | LC – –Rapp – 2652 – FL    | 20                        | 23 perc                   |
| Salgótarján– Fülek        | ST – FL                   | 22,9                      | 28 perc                   |
| Rimaszombat– Fülek        | RS – FL                   | 39,5                      | 43 perc                   |

### Vasúton
Vonattal a ZSSK 160-as számú Zólyom-Kassa és a 164-es számú Fülek-Somoskőújfalu vonalain közelíthető meg. A vasútállomás az előbbi vonalon Fülek-gyártelep megállóhely és Perse között, az utóbbi vonalon Ragyolc után található.

### Kerékpáros közlekedés

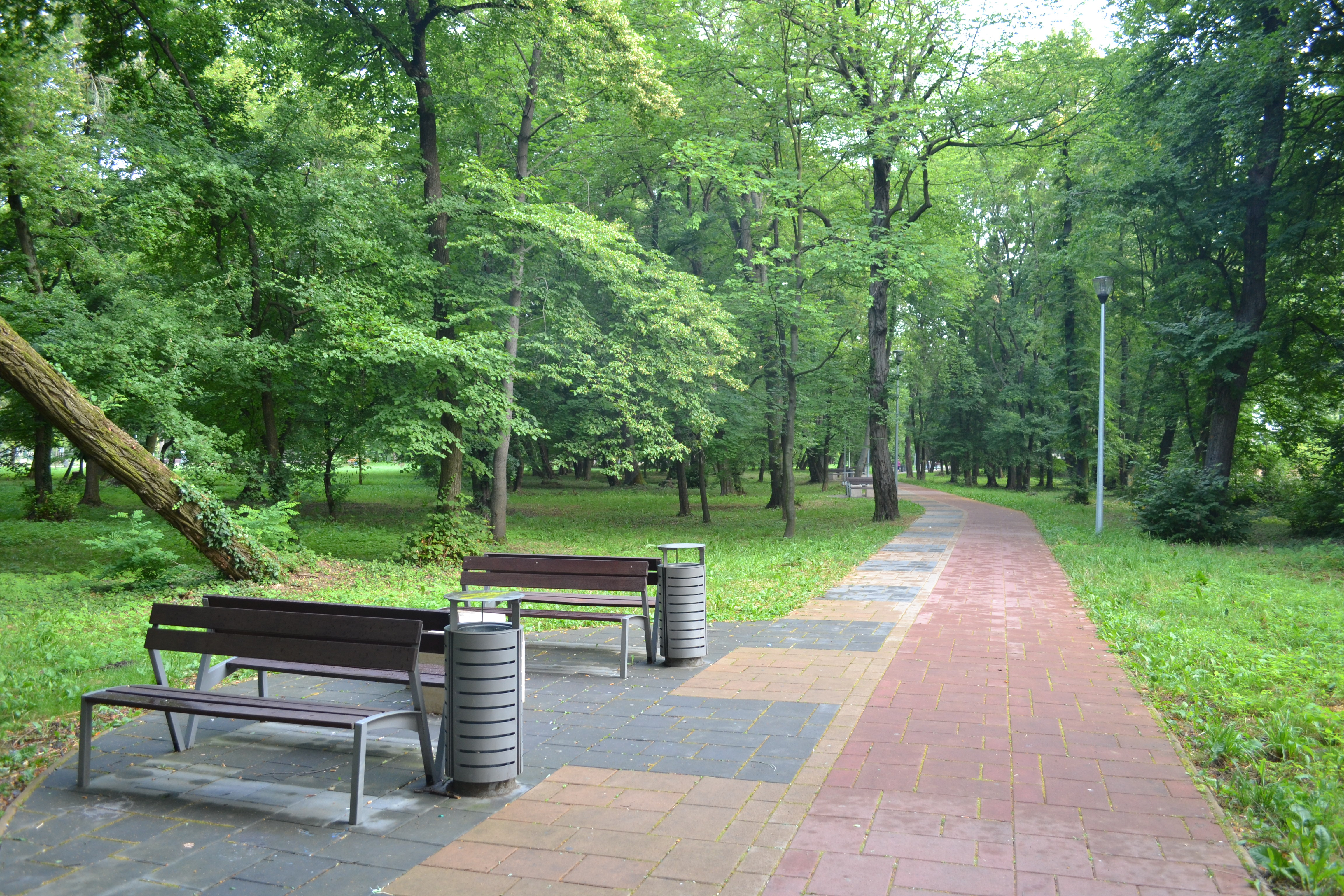
A kerékpárút egy szakasza a parkban

Fülek közlekedésében fontos szerepet tölt be a biciklivel való közlekedés, viszont csak a parkban van kiépített kerékpárút, melynek hossza kb. 530 méter. A két vasútállomás: a Fülek-gyártelep megállóhely és a Fülek vasútállomás között biztosít összeköttetést a parkon át.

### Légi közlekedés
1936-ban az Őr-hegy és a Vörös-kő között repülőteret és a hozzá tartozó hangárokat, műhelyeket építettek a Szlovák Nemzeti Repülősklub megbízásából. Az első repülőnapot 1936. július 12-én tervezték megtartani, de az ígért repülőgépek nem érkeztek meg időben a Zólyomi klubból.
A repülés ügyét a második világháború után felkarolták a környékbeli vállalatok (Drevoindustria, Kovosmalt stb.), munkájukat önkéntesek is segítették. Ennek köszönhetően 1948-ban üzembe állhatott a füleki repülőtér, amelynek 850 méter hosszú kifutópályáját 1951-ben elsősorban a Füleket más városokkal összekötő Aerotaxi-járatok vették igénybe. Emellett motoros-, sikló- és vitorlázó-tanfolyamoknak is otthont adott a repülőtér, valamint 1936 után tizenöt évvel sor kerülhetett az első légi bemutatókra is. Az ezeken részt vevőknek lehetőségük volt madártávlatból megcsodálni a várost egy sétarepülőről, de a bemutatókon részt vett Šuhaj és Sokol vitorlázógépeken kívül a látványos kezeslábasokba öltözött pilóták motortalan repülőgépeken is bemutatták tudásukat. A füleki repülőtér 1954-ig működött, ezt követően szerepét a közeli Losonc és Bolyk repülőterei vették át.

## Oktatása
Fülek oktatási intézményeinek nagy részét a város tartja fenn: az öt alapiskolából négyet, a két középiskolából egyet sem, mind a két óvodát és az egy művészeti alapiskolát. Érdekesség, hogy az Ifjúság Utcai Alapiskola fennállásának 50. évét betöltve felvette a II. Koháry István Alapiskola nevet.
Óvodák
- Daxner utcai Szlovák és Magyar Tannyelvű Óvoda
- Štúr utcai Szlovák és Magyar Tannyelvű Óvoda

Általános iskolák

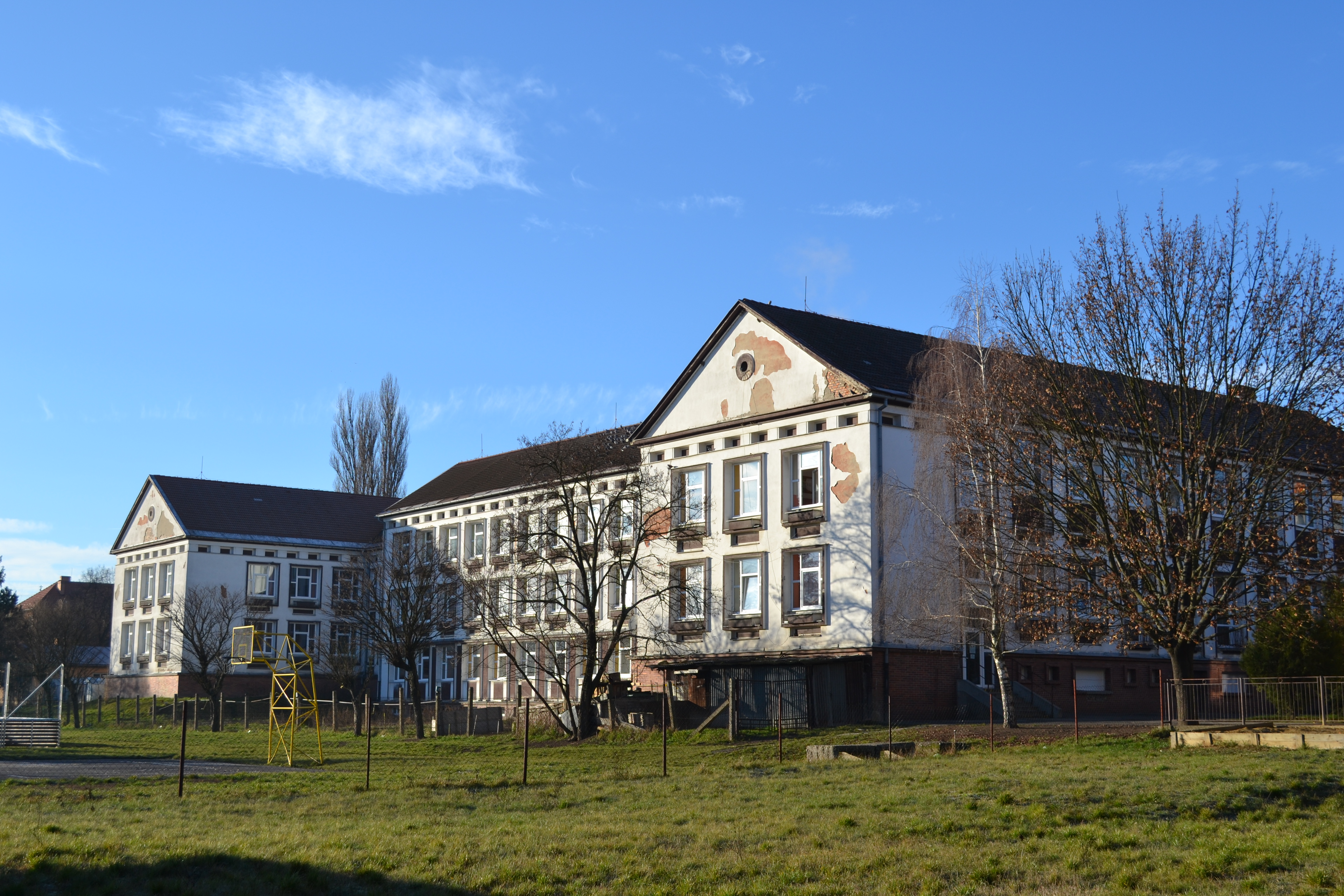
Az Iskola Utcai Szlovák Tannyelvű Alapiskola

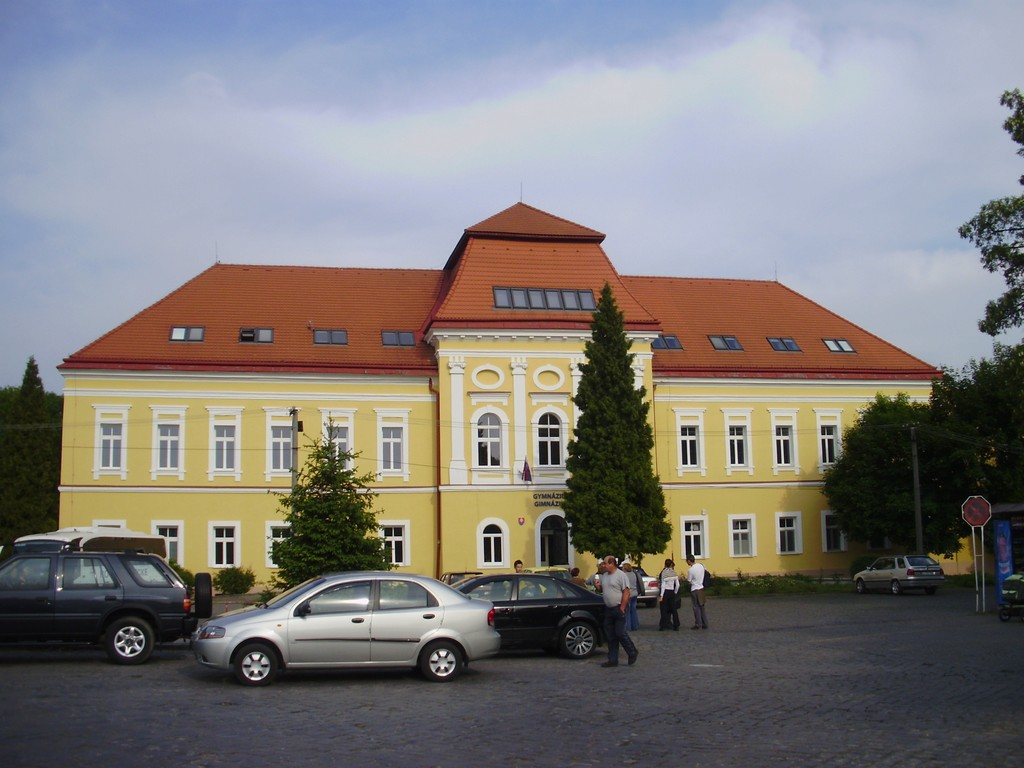
A Füleki Gimnázium épülete

- Iskola Utcai Szlovák Tannyelvű Alapiskola
- II. Koháry István Alapiskola
- Mocsáry Lajos Alapiskola
- Szlovák Tannyelvű Alapiskola
- Bentlakásos Speciális Alapiskola

Középiskolák
- Füleki Gimnázium
- Összevont Szakközépiskola

Művészeti iskolák
- Művészeti Alapiskola

## Kulturális élete
Fülek meghatározó eleme a palóc kultúra. Több rendezvény is eköré épül.

### Kulturális intézmények
- Városi Művelődési Központ
- Városi Honismereti Múzeum
- Városi Könyvtár

### Rendezvények

#### Kulturális rendezvények
- Magyar Kultúra Napja (január)
- Megemlékezés „Március idusáról“ (március)
- Palóc Húsvét a Füleki Várban (húsvéthétfő)
- Múzeumok Éjszakája (május)
- Nógrádi Nemzetközi Folklór és Gasztronómiai Fesztivál
- Füleki Történelmi Várjátékok (június)
- Palóc Napok (augusztus)
- Várlak Fesztivál
- Örvendezzünk! (december)
- „Közös nyelvünk: a zene” – zenei fesztivál (december)

### Kulturális csoportok
- A Pro Kultúra férfikar 1920-ban alakult, Magyar Dalkör néven.
- A Melódia Női Kart 1978-ban alapították.
- A Rakonca Néptáncegyüttes 1995-ben alakult meg.
- FS Jánošík szlovák néptáncegyüttes

## Nevezetességei

### A belvárosban

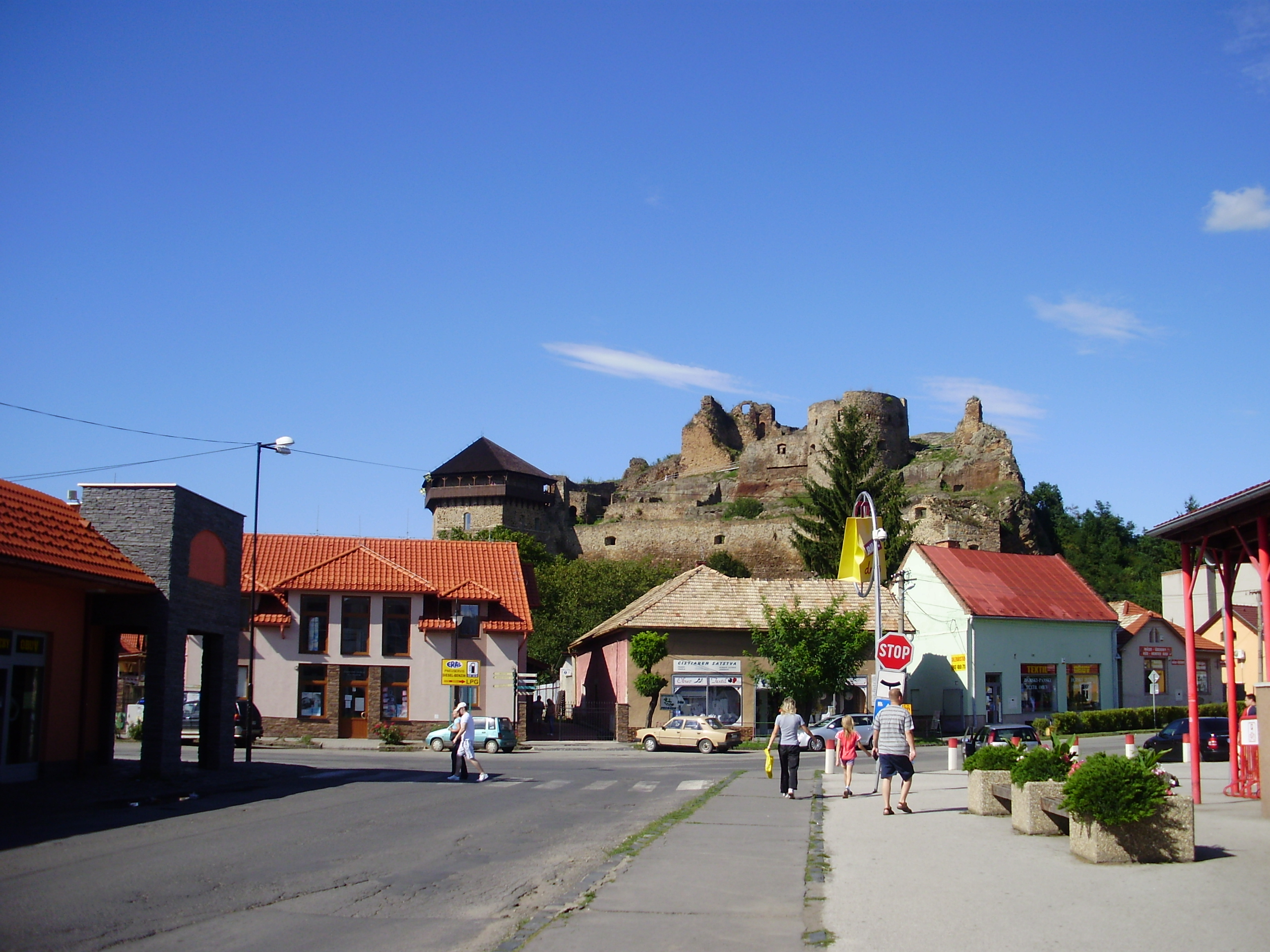
A Püspöki út és a vár

- Füleki vár – A város közepén emelkedő bazaltkúpon állnak várának romjai. A helyi régészeti ásatások leletei megtekinthetők a vártoronyban kialakított múzeumban. Az első írásos emlék a füleki várról 1242. február 2-ából származik. Birtokosai között találjuk Hartwig lovagot (1283), Egyed mestert, trencséni Csák Mátét (1311–1321), Fónyi Balázst (1322-től) vagy Kónyát 1354-től. A vár egyes részei 1993 óta látogathatóak. 1999. szeptember 8-án a város a Cseres-hegység tájvédelmi körzet közreműködésével megnyitott a várban egy tanösvényt, amely nemcsak a vár történelmét, hanem a várhegy figyelemreméltó geológiai múltját is feltárja látogatói előtt. 2006–2007 között zajlott a város tulajdonában lévő vár Bebek-tornyának műemléki felújítása. 2007 áprilisában jött létre a Füleki Vármúzeum, amely megkapta kezelésbe a várat és az egykori Fülek Városi Múzeum gyűjteményét. 2008 augusztusában nyitott meg a Vármúzeum az ötemeletes Bebek-torony alsó három szintjén.[26][27]
- Római katolikus templom és kolostor – az eredeti templom 1513-ből származik, de a város 1554-es török elfoglalását követően még abban az évben dzsámivá alakították át és ezt a funkcióját töltötte be a vár 1593-as visszafoglalása után is. 1682-ben a Thököly Imre vezette erők jelentős török segítséggel megostromolták és elfoglalták Füleket, mely gyakorlatilag teljesen elpusztult a mai templom épületével együtt. 1694-1727 között Koháry István országbíró támogatásával, barokk stílusban újraépítették.[26][27]
- Berchtold-kastély – A kastélyépület a 18. század végén épült a Berchtold család székhelyeként épült, akik Tirolból települtek Fülekre. Napjainkban a gimnáziumnak ad helyet. A kastély később a Stephany és a Herold családok tulajdonába került. 1945 után a járási hivatal épülete lett, és építészeti iskolaként is működött. Ma a füleki kisállatkert várja itt a látogatókat. A Hősök tere valaha szintén a park része volt. Jelenleg az első és második világháborús emlékművek szomszédságában egy újabb emlékoszlop is megtekinthető itt, amely az 1848/1849-es szabadságharcban részt vevő 44 füleki honvédnek állít emléket.[26][27]

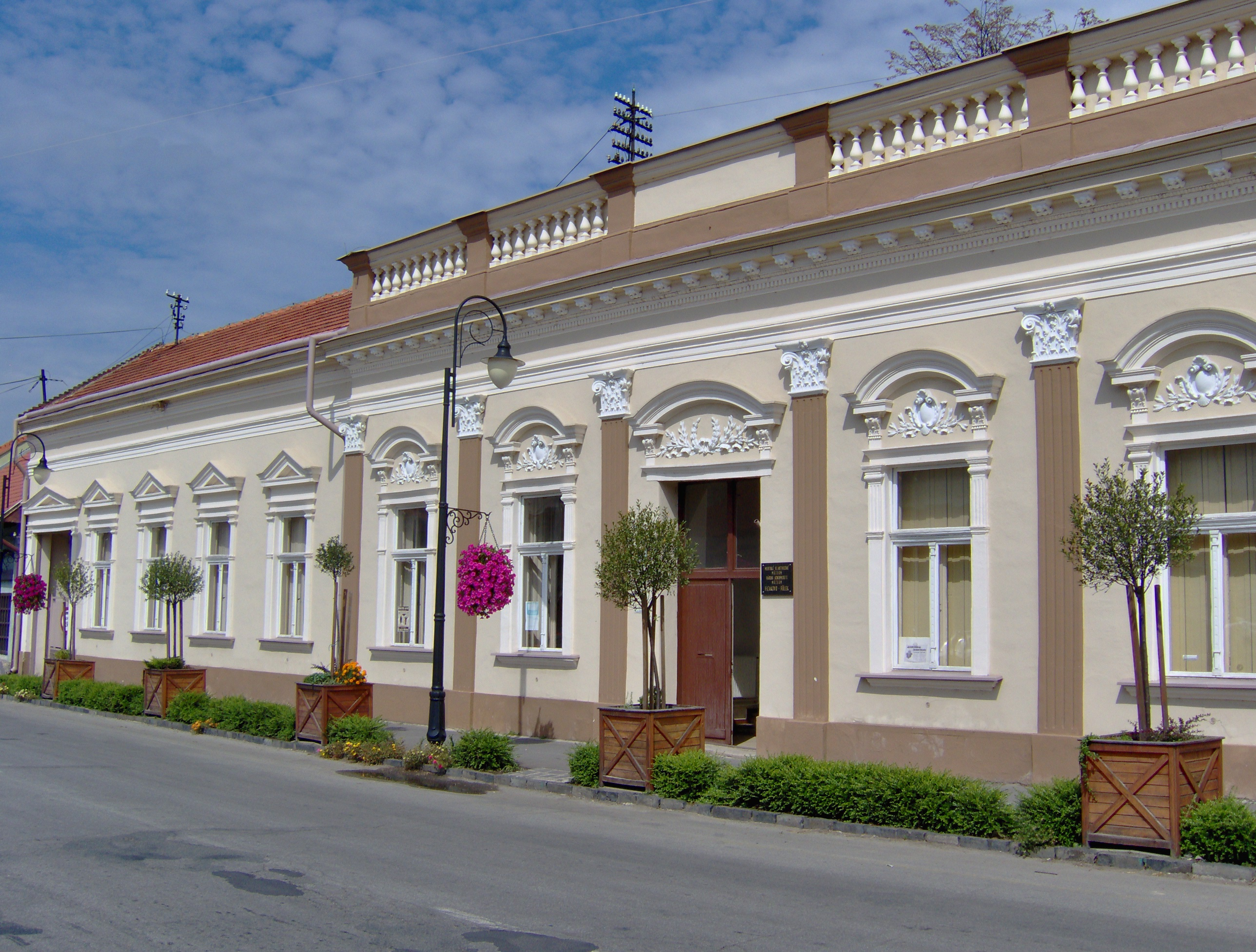
A Füleki Városi Honismereti Múzeum épülete

- A Koháry-kúria a 18. század első felében épült a korábbi Báthory-kúria alapjain. Barokk stílusban épült Koháry István (országbíró) megbízásából.[28] 2004 óta a 47. sz. Koháry István cserkészcsapat használja. Figyelemreméltók a díszítőelemei és látványos a stukkós porosz boltozat, valamint a tágas pincehelyiség lunettás boltozata.[26][27]
- A Cebrián-kúria 1847-ben épült, klasszicista stílusban.[26][27]
- A városi múzeum épületét a 18. század elején emelték. Eredetileg elemi-, majd népiskola volt. 1994 óta múzeum, amelyben elsősorban a város helytörténete tekinthető meg. A 19. század végéről származó, eklektikus homlokzatú Vigadó épülete a város közösségi életének ma is meghatározó színtere. A várat is magába foglaló intézmény volt igazgatója Agócs Attila néprajz szakos tanár és polgármester. (Apja József, korábbi polgármester, nagybátyja Agócs Gergely a mai Magyarországon élő, közismert népzenész, híres népzene-gyűjtő).[26][27]
- Az első világháború helybéli hősi halottainak emlékműve és a Honvédemlékmű a gimnázium előtti parkban látható.[26][27]

## Nevezetes fülekiek
Fülek nevezetes szülöttei
- Agócs Gergely néprajzkutató
- Agócs Zoltán (1938–2018) szlovákiai magyar építészmérnök, egyetemi tanár
- Allan Vilhan (1973) zenész
- Amiodt István (1676–1759) jezsuita tanár, pap
- Berendi Tibor (1921–2004) vasúti vezető, 1969 és 1981 között a Ferencváros pályaudvar állomásfőnöke.
- Büchler Sándor (1870–1944) rabbi, történész, egyetemi tanár, judaista
- Frank Lowy(wd) (1930) ausztrál üzletember, milliárdos, az Ausztrál labdarúgó-szövetség korábbi elnöke
- Gál Jenő (1954-2024) hungarológus, irodalomtörténész, műfordító, egyetemi tanár
- Gustáv Krajči (1951) Szlovákia hetedik belügyminisztere
- Hellenbart Gyula (1930-) magyar újságíró, kritikus, irodalomkritikus, egyetemi tanár
- Hulita Vilmos (?–1951) a Füleki Zománcgyár egykori igazgatója és Fülek város egykori polgármestere
- Kerekes Vica (1981) szlovákiai magyar színésznő
- Ľudmila Melicherová (1964) szlovák hosszútávfutó
- Nagy András (1973) szlovákiai magyar színész
- Nógrádi Sándor (1894–1971) katonatiszt, katonapolitikus, diplomata
- Nyáregyházi báró Nyáry Albert (1871–1933) festőművész, író, történész, régész és néprajzkutató, a lengyel–magyar kapcsolatok kiemelkedő alakja
- Reiman István (1927–2012) matematikus
- Sziklai Jenő (1888–1945) magyar színész, rendező, színházigazgató
- Zoltán Drenko (1938) szlovák régész

Fülek nevezetes lakói
- 1903-ban itt nyitott ügyvédi irodát Nógrádi Pap Gyula (1843–1931) költő, néprajzkutató
- 1905-től két cikluson át Fülek országgyűlési képviselője volt Jankovics Marcell (1874–1949) író
- 1939-től 1942-ig itt volt plébános Király Kelemen (1893–1978) ferences szerzetes
- 1987-ben itt hunyt el Lóska Lajos (1917–1987) író
- 44 évig itt élt és 1999-ben itt hunyt el Szilágyi Ida magyar festőművész, tanár
- Itt élt Reisz András az Országos Meteorológiai Szolgálat (OMSZ) meteorológusa
- Itt él Mizser Attila felvidéki magyar író, költő, irodalomtörténész, szerkesztő
- Itt élt Szvorák Katalin Kossuth- és Liszt Ferenc-díjas magyar népdalénekes, előadóművész
- Itt raboskodott 1670-ig Gyöngyösi István magyar költő, alispán, országgyűlési követ.
- Itt volt hadnagy Vay Ádám kuruc szenátor, II. Rákóczi Ferenc udvari főkapitánya.
- Ide járt középiskolába Duray Miklós, szlovákiai magyar politikus, író és egyetemi tanár
- Itt tanult és dolgozott Iveta Kaczarová régész, múzeumigazgató.
- Itt dolgozott Nemesszeghy Jenő (1912-1980) grafikus, illusztrátor, díszlettervező

## Politikája

### Közigazgatása
Egészen 1872-ig birtokolta a mezővárosi rangot, később Nógrád vármegyében a Füleki járásban volt nagyközség, majd 1913 és 1920 között a Losonci járásba tartozott. Miután Csehszlovákiához csatolták, 1951-ig és 1960-tól napjainkig a Losonci járáshoz tartozik, 1951 és 1960 között ideiglenesen helyreállították a Füleki járást. 1938 és 1945 között visszacsatolták Magyarországhoz, ugyanúgy Nógrád vármegyének a Losonci járásába tartozott. 1960-ban kapta meg a városi rangot. Fülekhez tartoztak a következő községek: Fülekpüspöki 1971 és 1990 között és Bolgárom 1988 és 1992 között. Területe ma 16,18 km², viszont 1910 és 1938 között volt 16,16 km².

### Városvezetés
A város polgármestere 2014 óta Agócs Attila néprajzos (Most–Híd), 2018 óta az alpolgármester Visnyai Attila.
Fülek képviselő-testületének összetétele a 2014. évi önkormányzati választás után

### A képviselő-testület összetétele
2014-ben 15 tagú képviselő-testületet választottak Füleken. A választáskor a Most–Híd-nak 8, az SMK-MKP-nek 4, a SMER-SD-nek 1 és 2 független képviselő lett.
|  | Párt      | 2014 | 2018 | 2022 | Jelenlegi képviselő-testület | Jelenlegi képviselő-testület | Jelenlegi képviselő-testület | Jelenlegi képviselő-testület | Jelenlegi képviselő-testület | Jelenlegi képviselő-testület | Jelenlegi képviselő-testület | Jelenlegi képviselő-testület | Jelenlegi képviselő-testület | Jelenlegi képviselő-testület | Jelenlegi képviselő-testület | Jelenlegi képviselő-testület | Jelenlegi képviselő-testület |
|  | --------- | ---- | ---- | ---- | ---------------------------- | ---------------------------- | ---------------------------- | ---------------------------- | ---------------------------- | ---------------------------- | ---------------------------- | ---------------------------- | ---------------------------- | ---------------------------- | ---------------------------- | ---------------------------- | ---------------------------- |
|  | MOST–HÍD  | 8    | 10   | -    |                              |                              |                              |                              |                              |                              |                              |                              |                              |                              |                              |                              |                              |
|  | SMK-MKP   | 4    | 3    | -    |                              |                              |                              |                              |                              |                              |                              |                              |                              |                              |                              |                              |                              |
|  | SMER-SD   | 1    | 0    | 0    |                              |                              |                              |                              |                              |                              |                              |                              |                              |                              |                              |                              |                              |
|  | Szövetség | -    | -    | 13   |                              |                              |                              |                              |                              |                              |                              |                              |                              |                              |                              |                              |                              |
|  | Független | 2    | 2    | 0    |                              |                              |                              |                              |                              |                              |                              |                              |                              |                              |                              |                              |                              |

| Az Önkormányzat tagjai (2014–2018) | Az Önkormányzat tagjai (2014–2018)                                    | Az Önkormányzat tagjai (2014–2018) | Az Önkormányzat tagjai (2014–2018) |
| --- | --------------------------------------------------------------------- | ---------------------------------- | ---------------------------------- |
| Agócs Attila polgármester (független)                                                                                                 |                                                                       |                                    |                                    |
| Kerekes László alpolgármester (MKP)                                                                                                   |                                                                       |                                    |                                    |
| Most-Híd (8 fő, 53,33%) | MKP (4 fő, 26,7%)                                                     | Smer (1 fő, 6,7%)                  | Független (2 fő, 13,3%)            |
| - Tankina Jozef - Oroszová Margita - Eibner Róbert - Anderko Zoltán - Kelemen Erik - Fehér Ladislav - Cirbus Vladimír - Czupper Tibor | - Szvorák Zsuzsanna - Mák Dávid - Kerekes László - Tankina Tóth Tímea | - Belko Róbert                     | - Visnyai Attila - Szakó Ladislav  |

| Az Önkormányzat tagjai (2018–) | Az Önkormányzat tagjai (2018–)                       | Az Önkormányzat tagjai (2018–)       | Az Önkormányzat tagjai (2018–) |
| --- | ---------------------------------------------------- | ------------------------------------ | ------------------------------ |
| Agócs Attila polgármester (Most–Híd) |                                                      |                                      |                                |
| Visnyai Attila alpolgármester (Most–Híd) |                                                      |                                      |                                |
| Most-Híd (10 fő, 66,67%) | MKP (3 fő, 20,00%)                                   | Független (2 fő, 13,34%)             |                                |
| - Czupper Tibor - Fehér Ladislav - Szakó Ladislav - Orosz Margit - Tankina Jozef - Visnyai Attila - Anderko Zoltán - Kelemen Erik - Gallo Csilla - Alexander Mede | - Kerekes László - Szvorák Zsuzsanna - Rubint Róbert | - Eibner Róbert - Flachbart Ladislav |                                |

| Az Önkormányzat tagjai (2022–) | Az Önkormányzat tagjai (2022–) | Az Önkormányzat tagjai (2022–) | Az Önkormányzat tagjai (2022–) |
| --- | ------------------------------ | ------------------------------ | ------------------------------ |
| Agócs Attila polgármester (Szövetség) |                                |                                |                                |
| Visnyai Attila alpolgármester (Szövetség) |                                |                                |                                |
| Szövetség (13 fő, 100%) |                                |                                |                                |
| - Fehér László - Orosz Margit - Rubint Róbert - Nagy Csaba - Visnyai Attila - Mede Alexander - Kerekes László - Zupko Teréz - Anderko Zoltán - Szvorák Dávid - Tankina Tóth Tímea - Kelemen Erik - Gallo Csilla |                                |                                |                                |

### Polgármesterek[12]
| Név              | Hivatali idő | Párttagság                         |
| ---------------- | ------------ | ---------------------------------- |
| Kasza Tibor      | 1990–1994    | független                          |
| Fejes Lajos      | 1994–1998    | Demokratikus Baloldal Pártja (SDĽ) |
| Fejes Lajos      | 1998–2002    | Demokratikus Baloldal Pártja (SDĽ) |
| Agócs József     | 2002–2006    | MKP                                |
| Agócs József     | 2006–2010    | MKP                                |
| Jaromír Kaličiak | 2010–2014    | SMER-SD                            |
| Agócs Attila     | 2014–2018    | független                          |
| Agócs Attila     | 2018–2022    | Most–Híd                           |
| Agócs Attila     | 2022–        | Szövetség (2022–2023)              |
| Agócs Attila     | 2022–        | Most–Híd 2023 (2023–)              |

## Városrészei

### Belterületei
- Paprét (Farská lúka)

A városrész maga a 18. században települt be, de a város szocialista átépítése során a parasztházakat elbontották és a helyükre panelházakat építettek. Az utcarendszert is átépítették, az eredeti utcákra a Paprét egyik alig 100 méter hosszú szakasza emlékeztet.
- Urbánka

Volt saját vasútállomása is, de mikor a vaspályát átépítették, hogy irányváltás nélkül lehessen Pozsonyból Kassára jutni az állomást elbontották.

### Külterületei
- Bucsony (Bučeň)

Egykori falu, amely 1378-ban Muchur néven a Felediek birtokába tartozott. A török megszállás alatt, a 16. század közepén szűnt meg. Fülek mellett, Sávoly irányában, a Bucsony-hegy alatt volt.
- Szentfali (Svätý múr)

1573-ban a török háború idején elpusztult falu, később újjászületett, s Szentfalipusztaként tartjuk számon. Ma régészeti bázis.
- Egres (Egreš)

A városrészt főleg a helyi termelőszövetkezet és munkásszálló alkotja.

## Sportélete

### Labdarúgás
Miután megalakult a KFC (Komáromi Futball Club), mindössze tíz éven belül Fülek, Ipolyság, Érsekújvár és Kassa is büszkélkedhetett egy jól megszervezett sportélettel.
A Füleki TC Stadion Fülek labdarúgócsapatának stadionja. Pontosan 924 állóhely, 624 ülőhely és 12 VIP hely is található benne, de a stadion képes akár 5000 személy befogadására is.

### Atlétika
A füleki Szikora Pál az 1980-as években 50 km-es gyaloglásban a világ élmezőnyében tudhatta magát, még a táv legjobb idejét is ő érte el 1987-ben.

## Testvérvárosai
- Bátonyterenye, Magyarország[36]
- Szécsény, Magyarország[36]
- Salgótarján, Magyarország[36]
- Szigethalom, Magyarország[21]

## Képgaléria

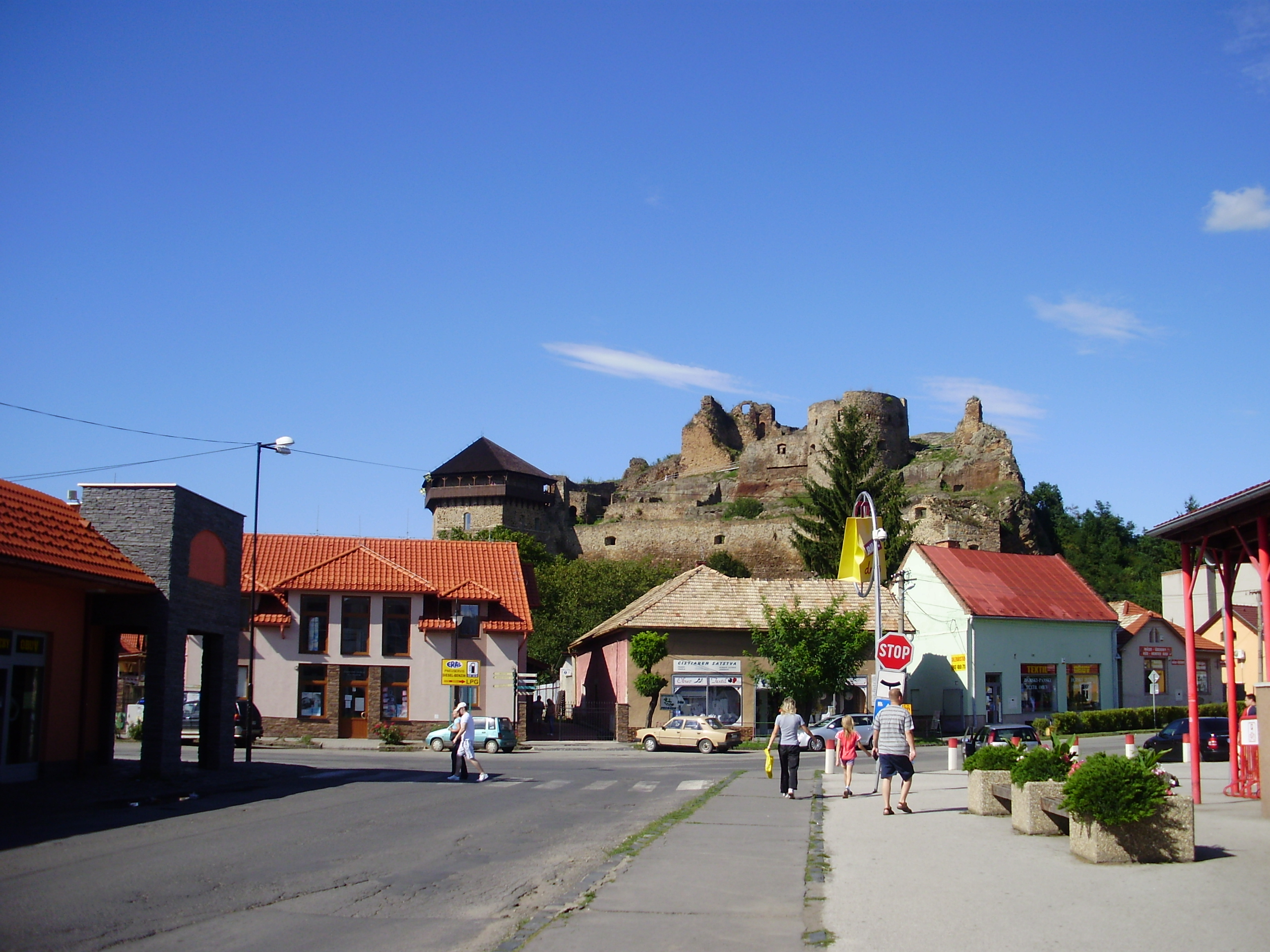
Püspöki út és a vár
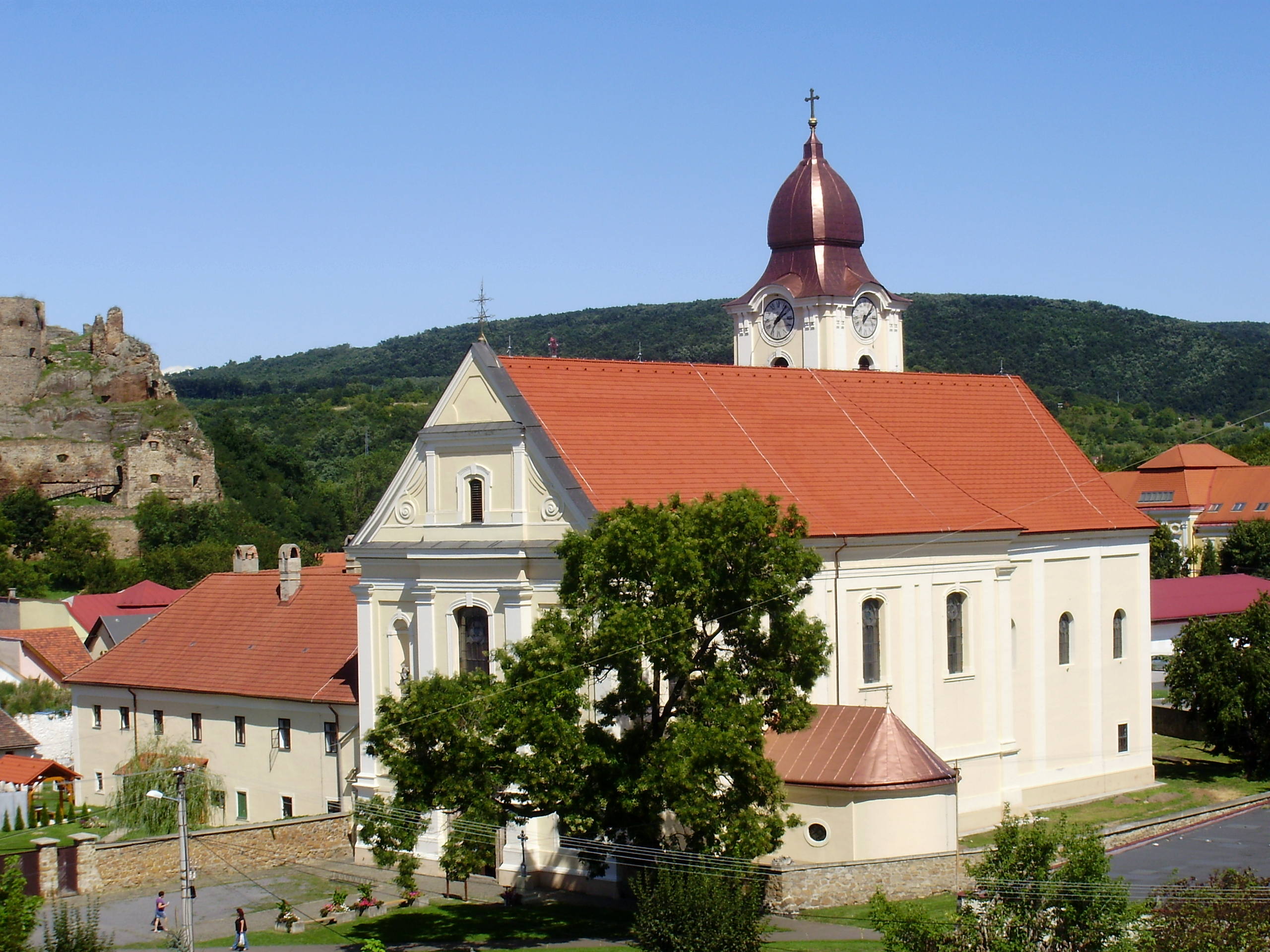
Római katolikus templom a kolostorral
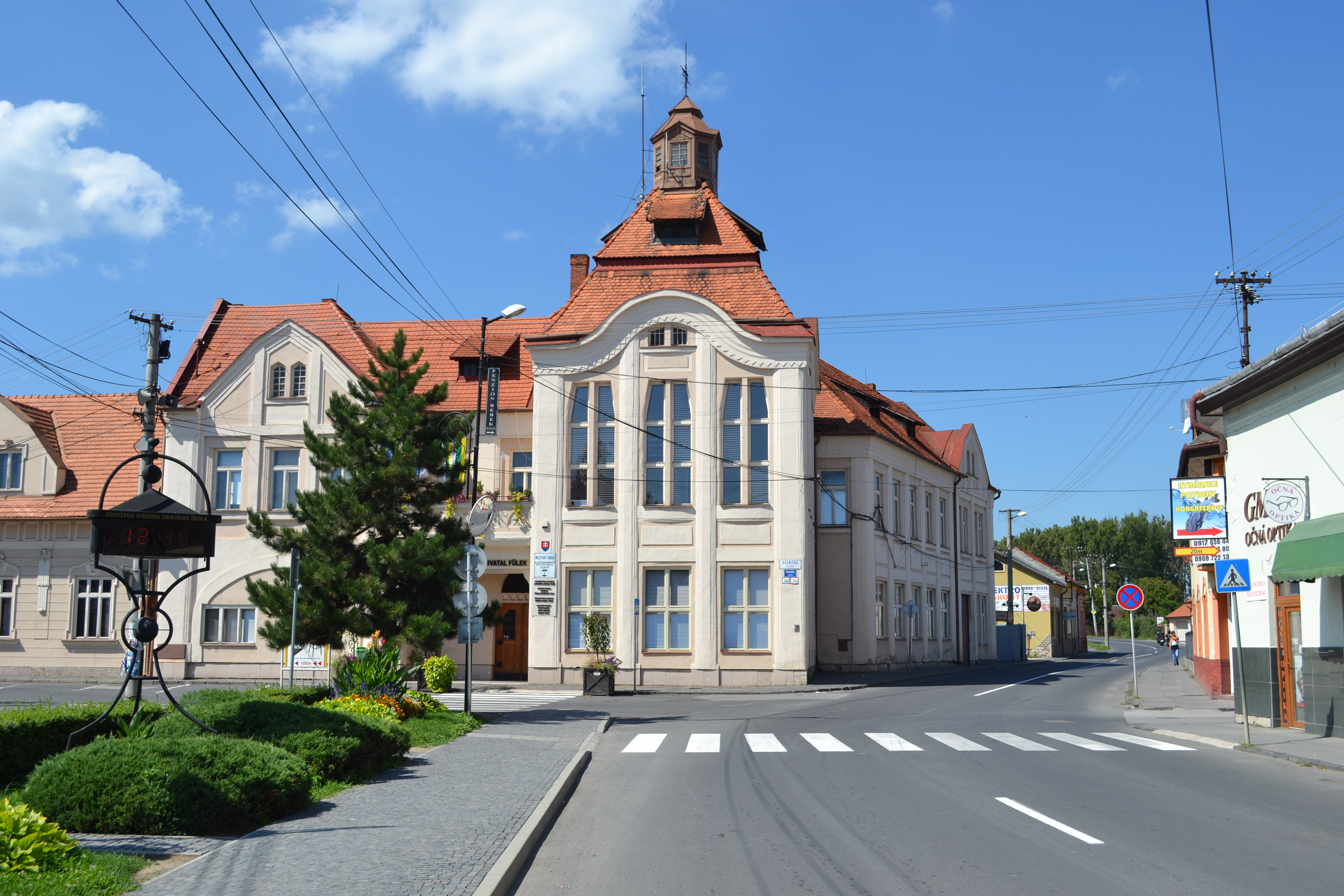
A Városháza és a városi rendőrség épülete
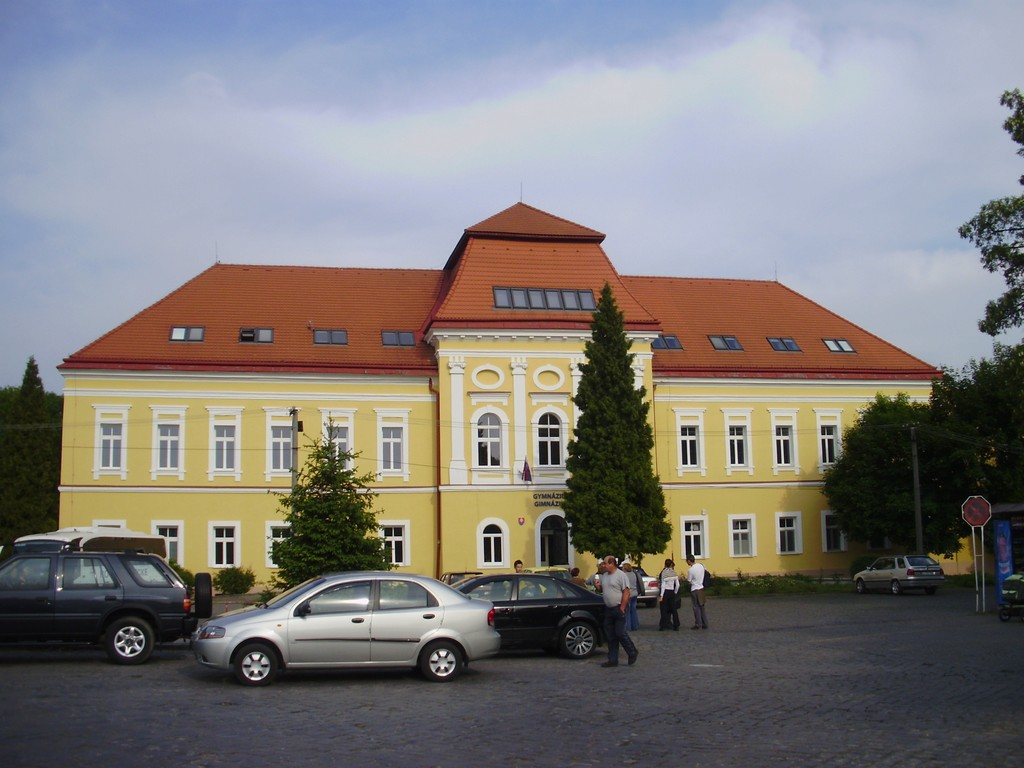
A Füleki Gimnázium
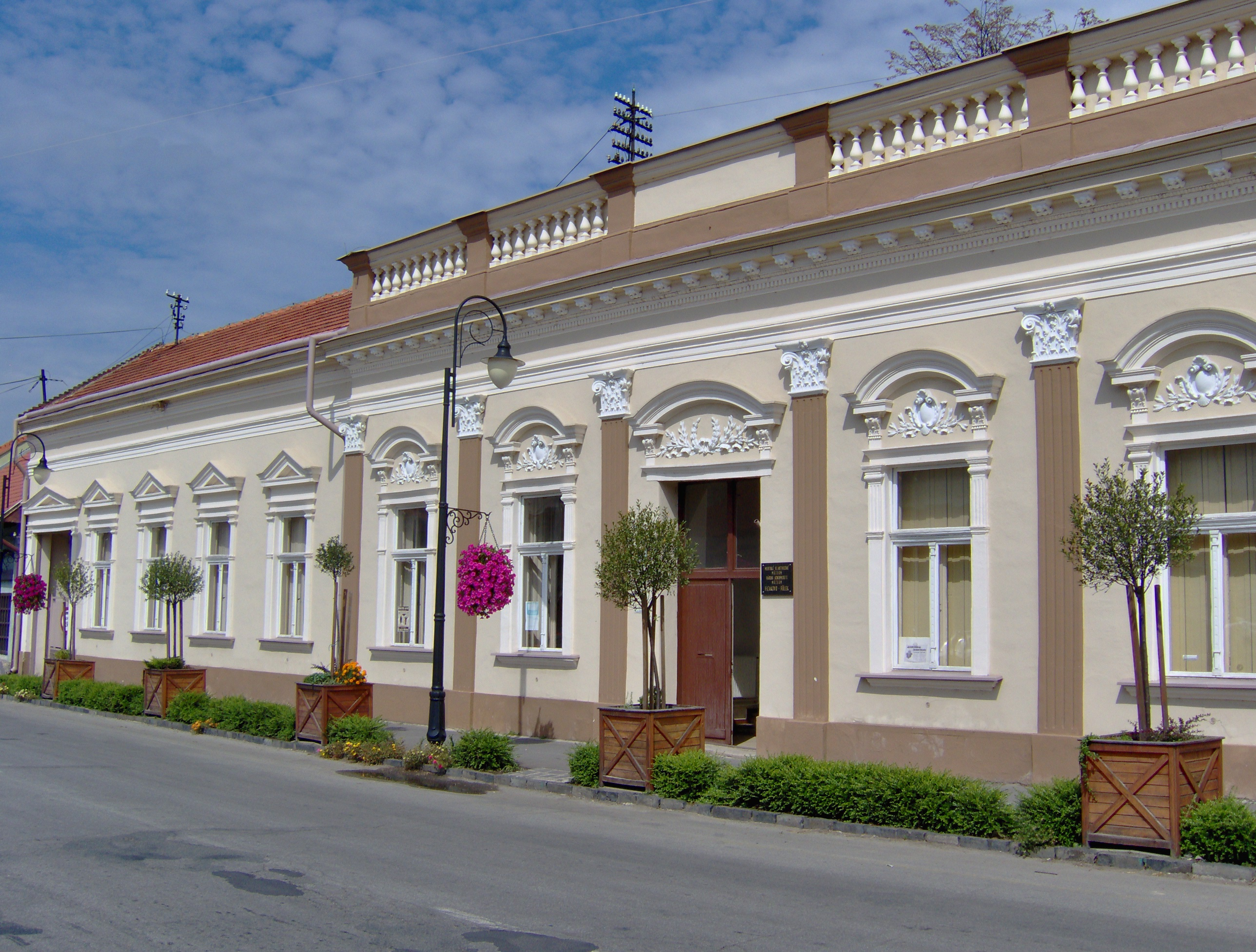
A Városi Honismereti Múzeum épülete
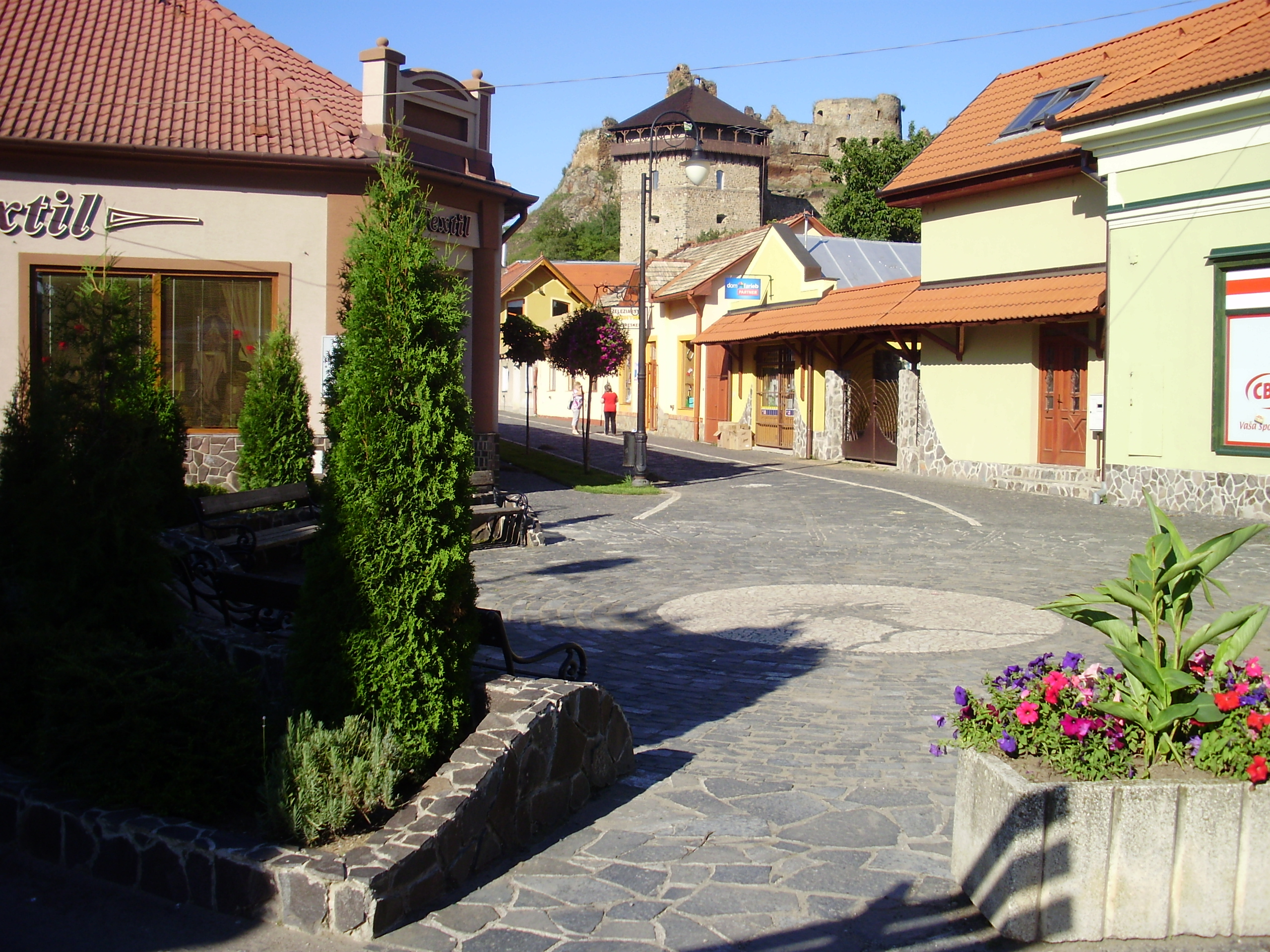
A Várfelső utcai tér háttérben a várral
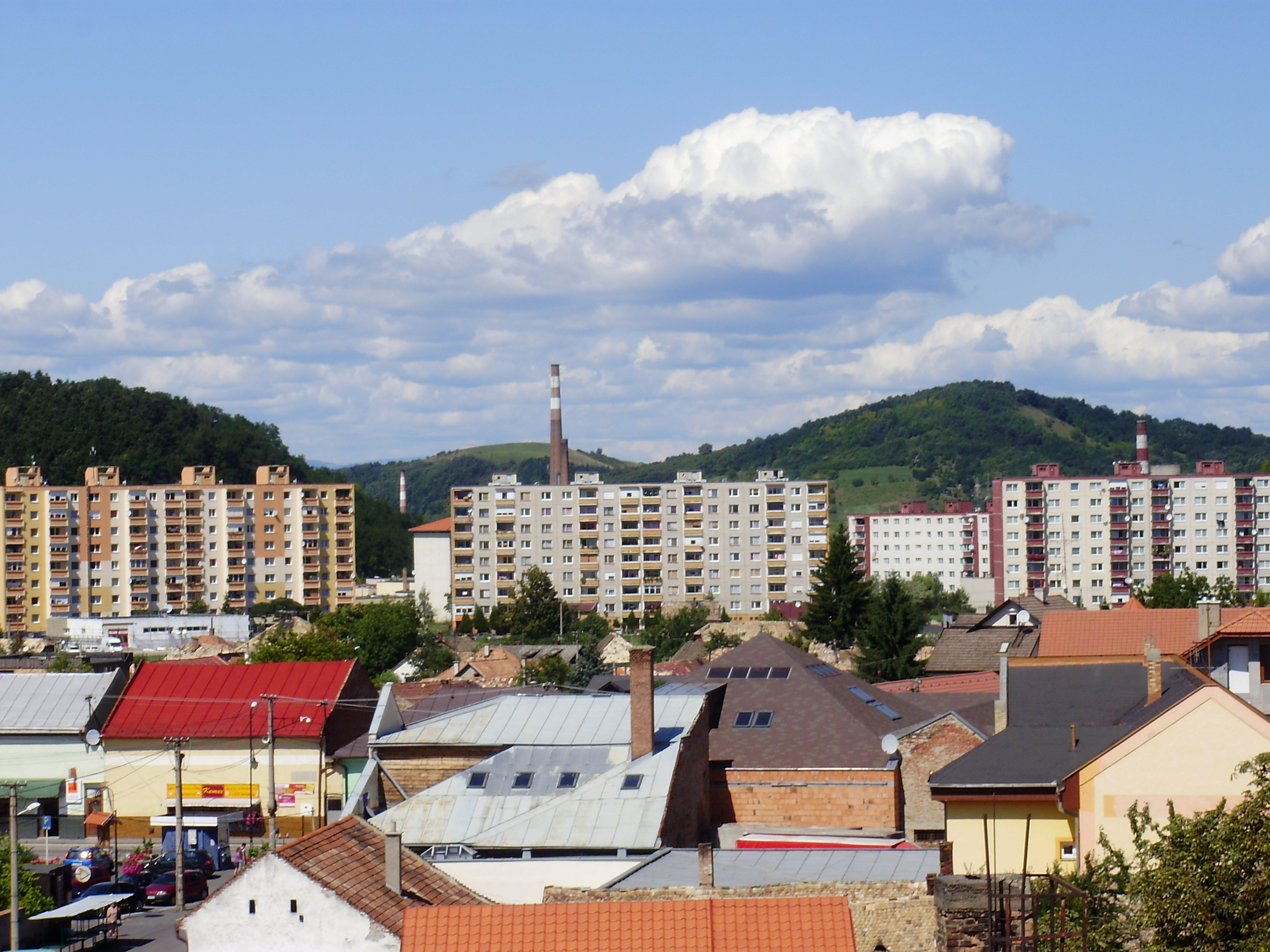
A templom környéke, háttérben a Papréttel
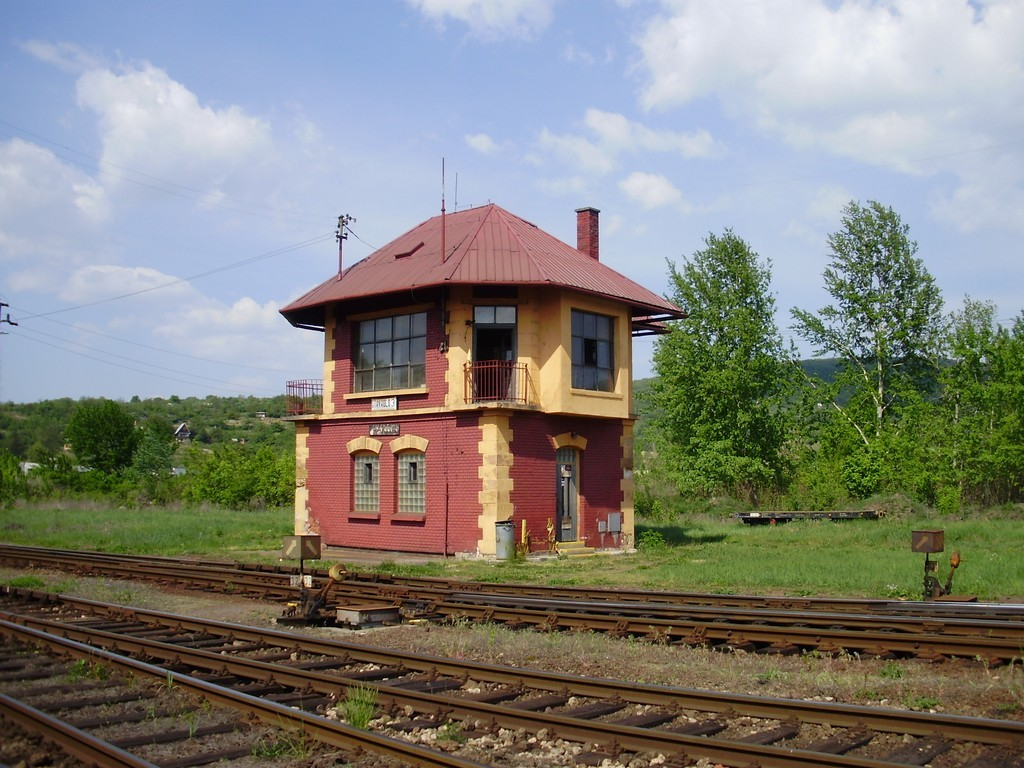
Váltókezelő épület a vasútállomáson
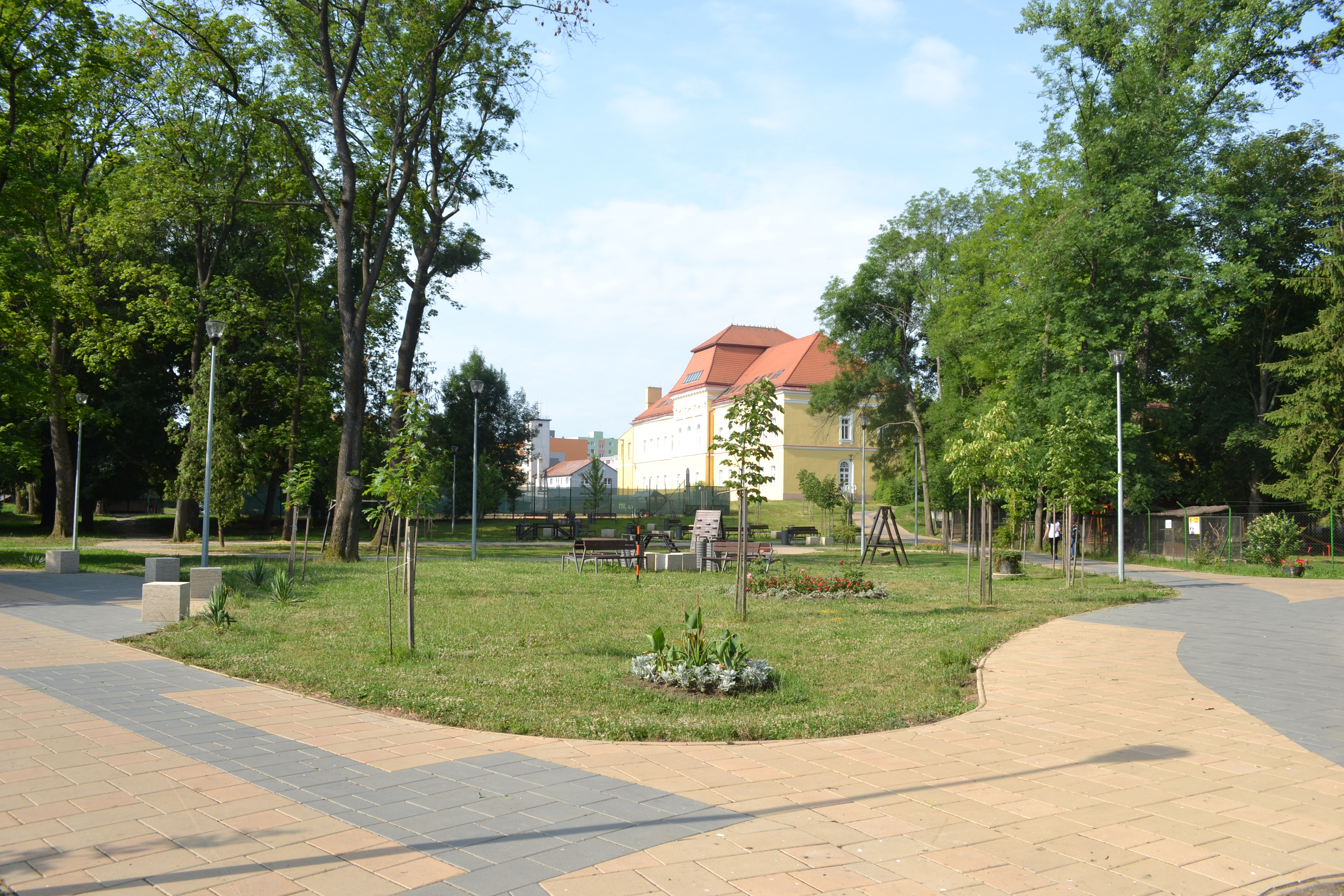
A városi park háttérben a gimnáziummal
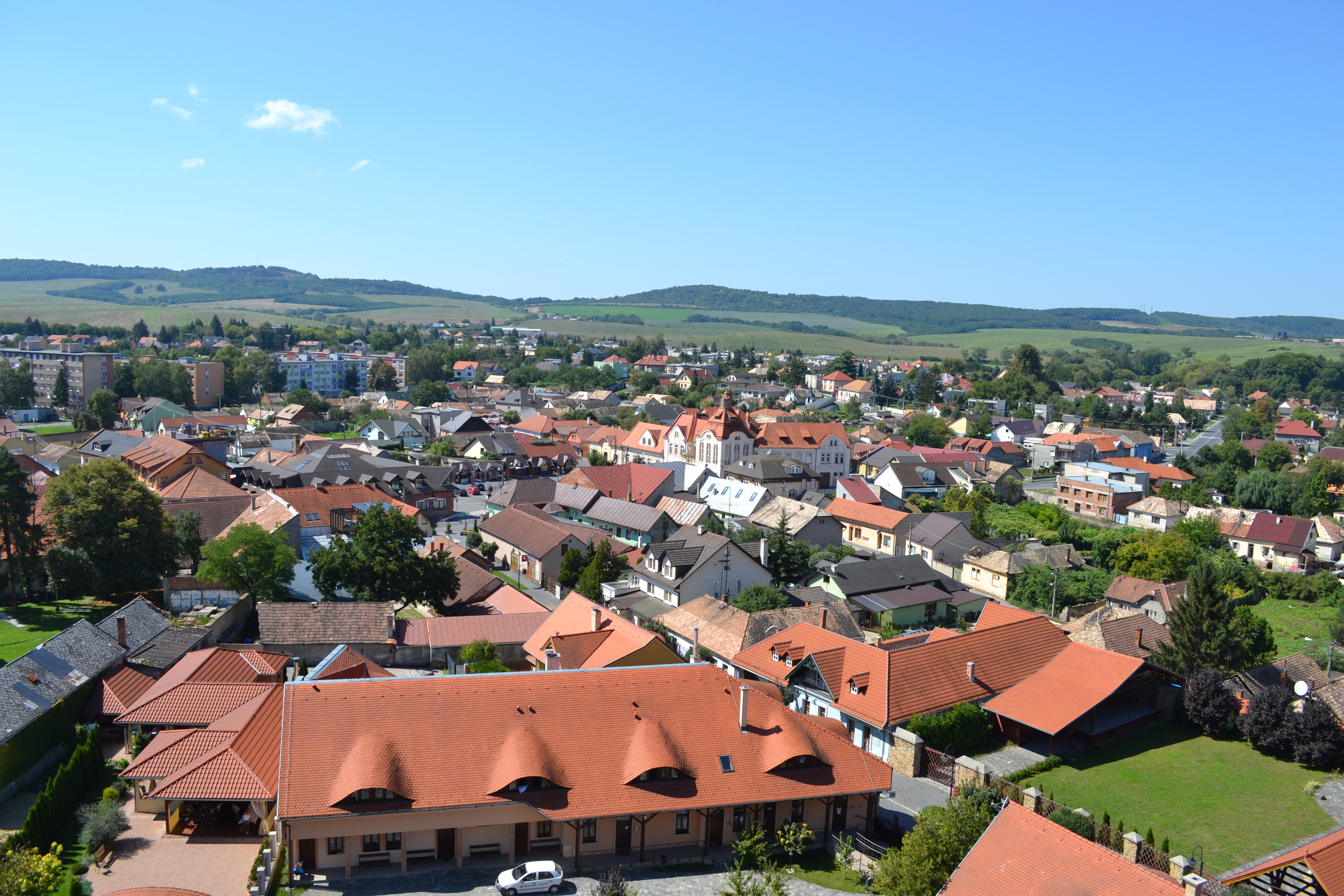
Panoráma a vár Bebek-tornyából
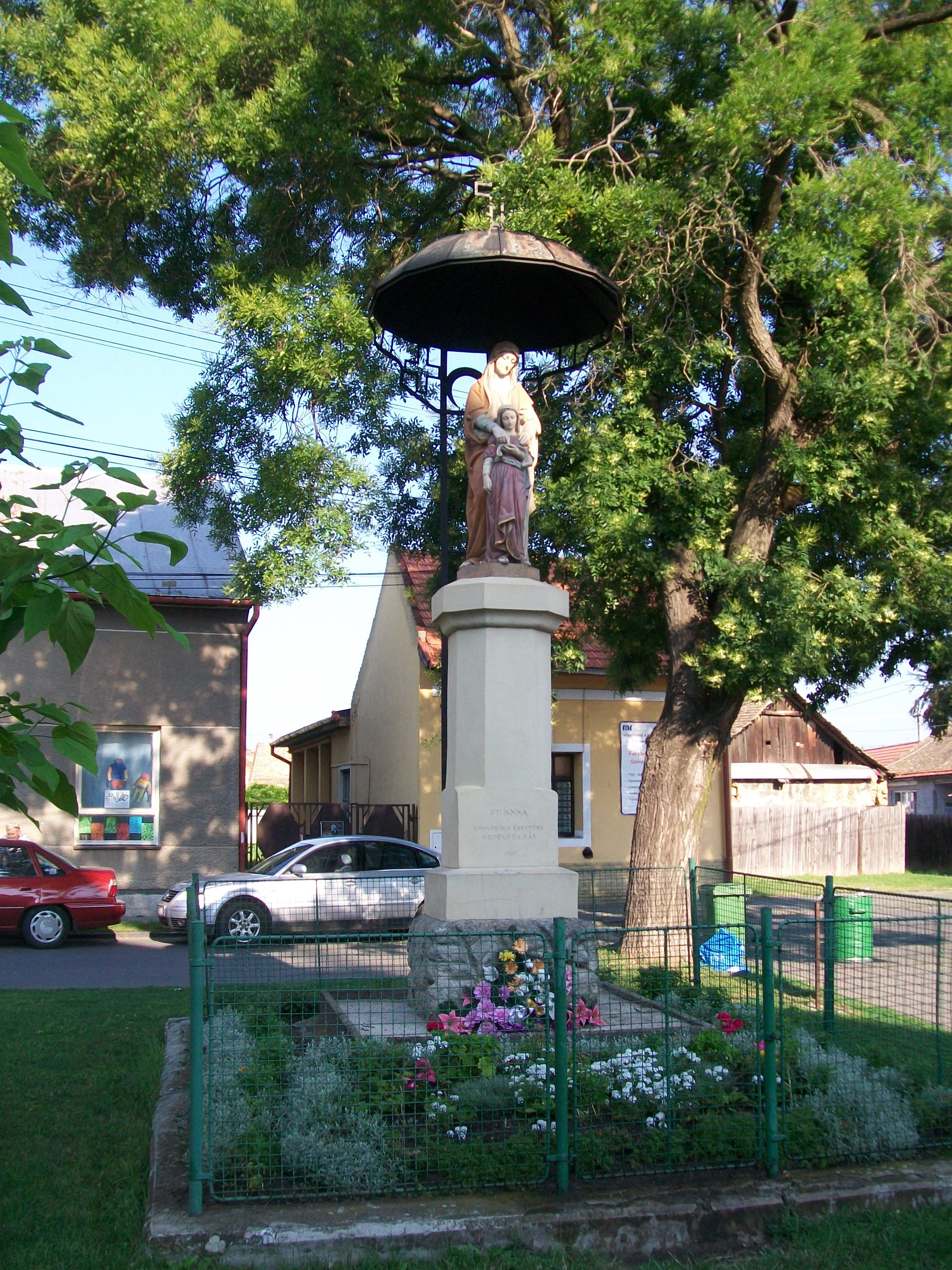
Szent Anna-szobor a Római katolikus templomnál
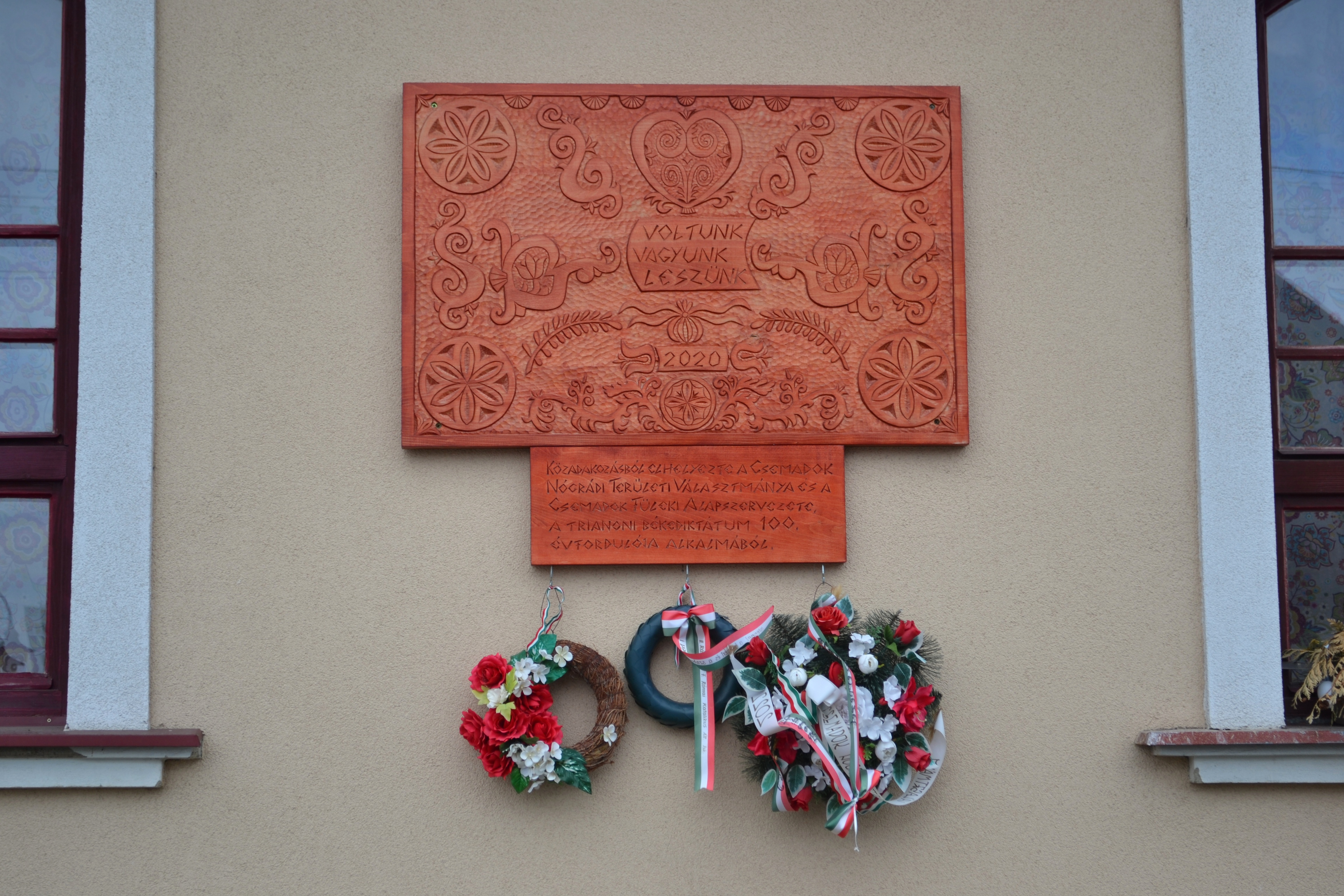
Összetartozás évének emléktáblája a Várfelső utcán